# Traite négrière à Nantes

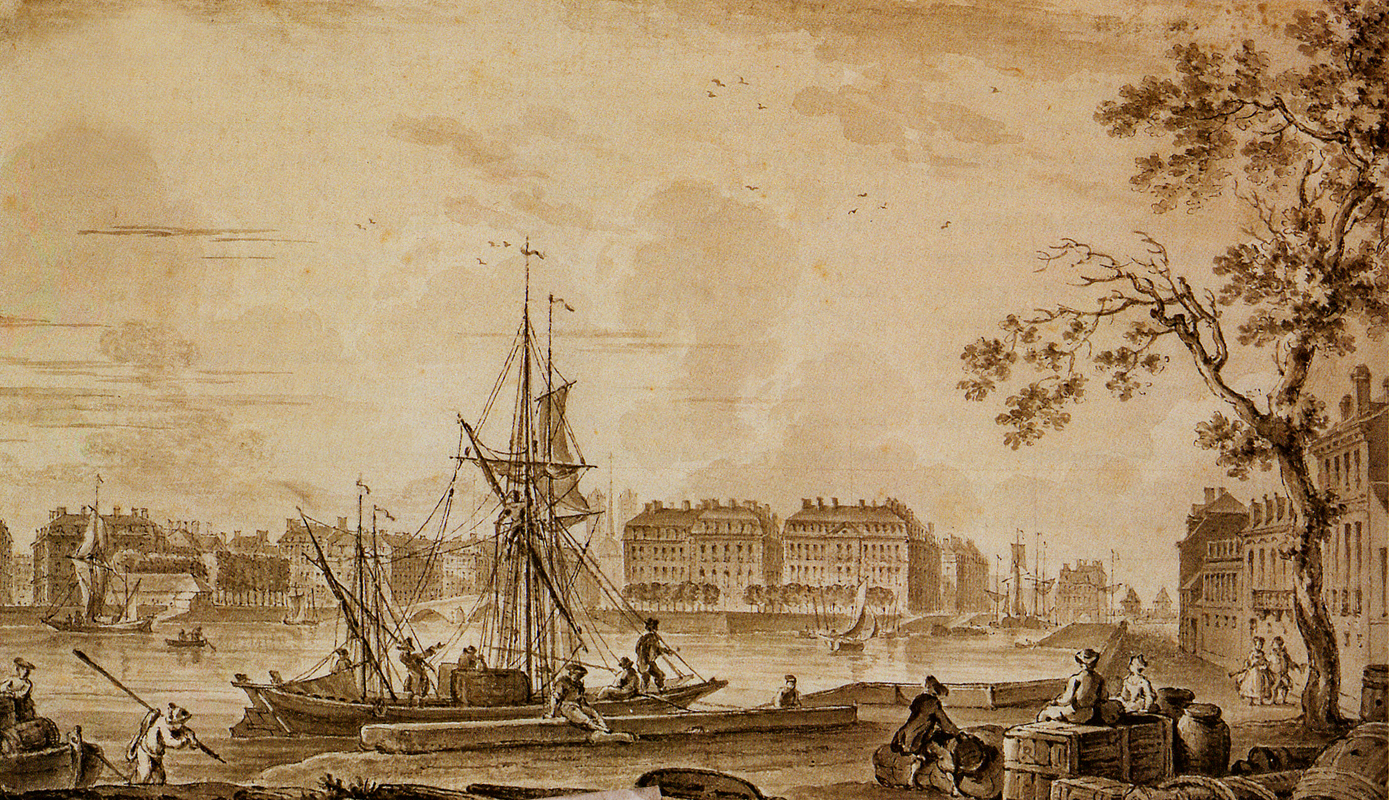
Vue du port de Nantes prise de l'île Gloriette au XVIIIe siècle, attribuée à Nicolas Ozanne.

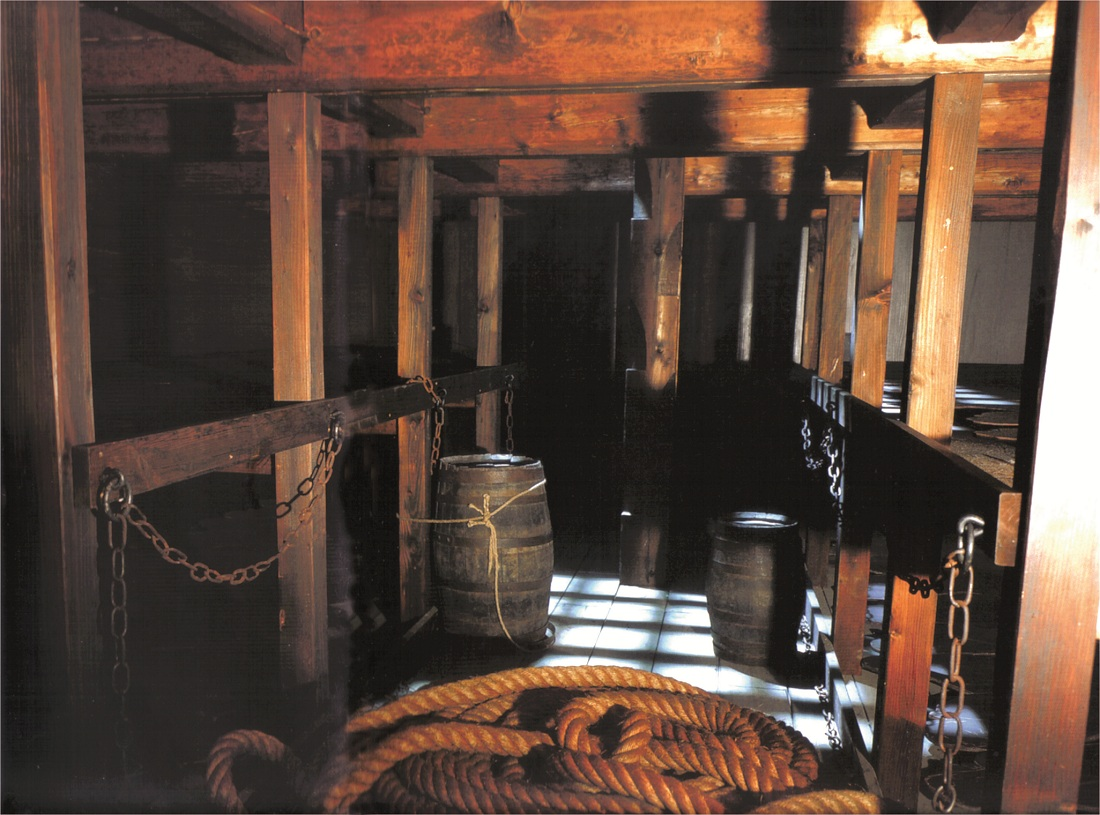
Reconstitution de l'entrepont d'un navire négrier au sein de l'exposition « Les Anneaux de la Mémoire » au château des ducs de Bretagne à Nantes (1992-1998).

La traite négrière à Nantes désigne la déportation massive de Noirs africains vers les colonies françaises d'Amérique, principalement aux Antilles, organisée à des fins économiques par des armateurs nantais, du XVIIe siècle au début du XIXe siècle. Avec 1 744 expéditions de commerce triangulaire, et plus de 500 000 esclaves déportés, le port de Nantes se place en première position des ports négriers français pour l'ensemble de la période concernée.

## Contexte
La traite atlantique, faite par les Européens et les Américains, a déporté 12 à 13 millions de Noirs, dont l'essentiel à partir de la fin du XVIIe siècle. En 1997, l'historien Hugh Thomas donnait un total de 13 000 000 d'esclaves « ayant quitté l'Afrique » lors de la traite atlantique, dont 11 328 000 arrivés à destination au moyen de 54 200 traversées. Tous les grands ports européens ont pratiqué la traite négrière mais avec une intensité différente. Les ports anglais sont en première ligne ; ainsi Liverpool organise 4 894 expéditions et Londres 2 704.
La France métropolitaine arma environ 4 220 navires négriers et se classe au troisième rang des nations négrières après la Grande-Bretagne et le Portugal. La ville de Nantes organisa à elle seule 1 744 expéditions soit 41,3 % du total français. Suivent trois villes avec par ordre d'importance : Bordeaux, La Rochelle et Le Havre qui totalisent à elles trois 33,5 % des expéditions négrières.

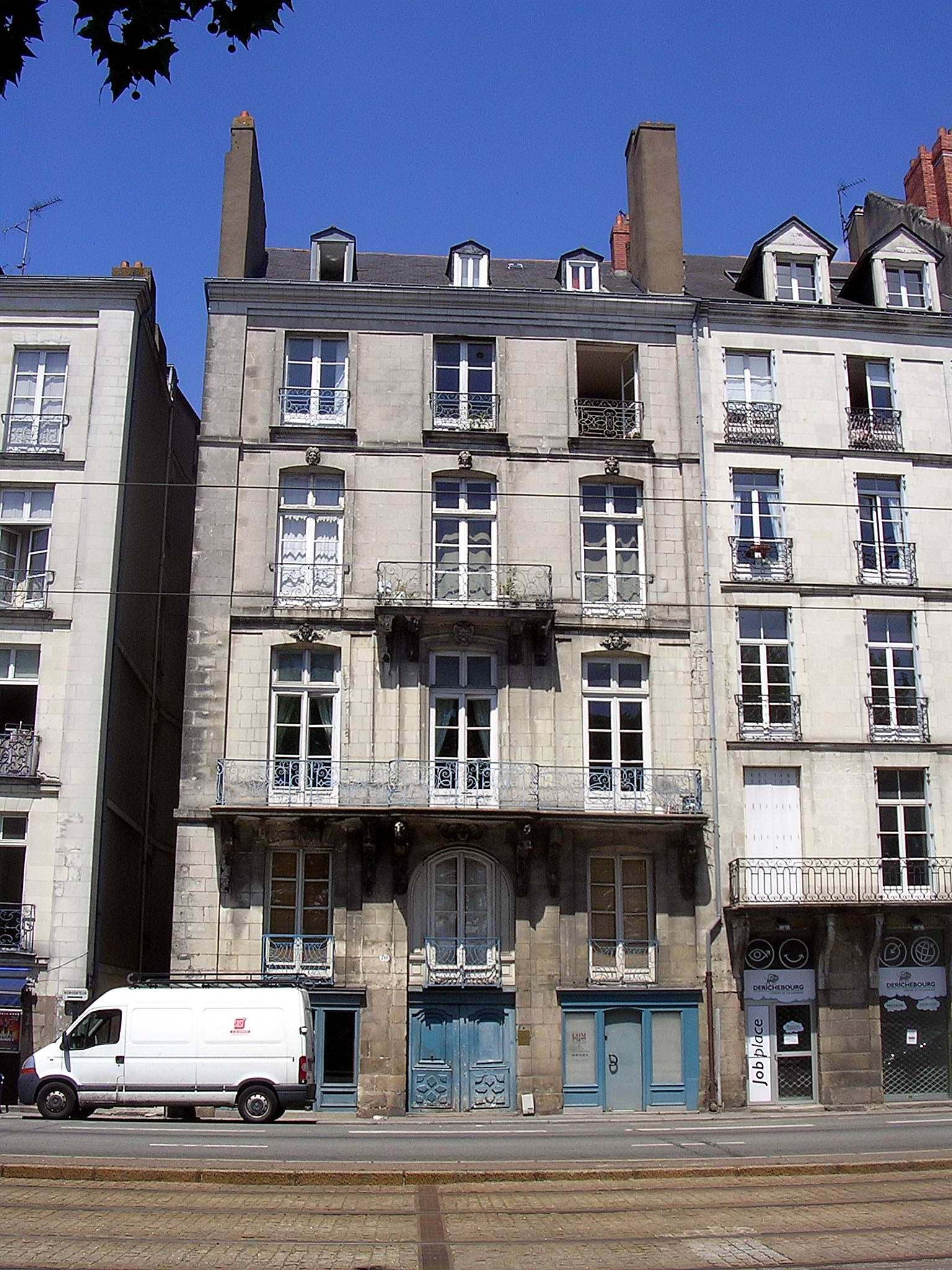
Hôtel de la Compagnie des Indes, 70 quai de la Fosse.

L'importance de la traite nantaise s'explique notamment par sa situation géographique : la ville bénéficiait de sa proximité avec Lorient où était installée la Compagnie des Indes orientales, ce qui permettait de se fournir en indiennes ou cauris, très appréciés des marchands d'esclaves africains.
Cette situation compensait le faible niveau de tirant d'eau de l'estuaire de la Loire, limité à 11 pieds qui ne permettait qu'aux navires de 150 à 170 tonneaux maximum en pleine charge de remonter jusqu'à Nantes, alors que la Gironde avait un niveau de tirant d'eau de 14 à 16 pieds, grâce auquel les vaisseaux de 250 tonneaux pouvaient remonter jusqu'à Bordeaux, port situé à l'écart des grands axes entre Londres et plaine du Pô, qui sut exporter les richesses que lui offrait le bassin aquitain.
Nantes se lança tardivement dans la traite négrière, en 1707. Les armateurs trouvaient le commerce triangulaire beaucoup plus rentable que le commerce « en droiture » qui consistait à effectuer la navette entre l'Europe et les Amériques, d'autant qu'au début du XVIIIe siècle le port avait surtout une vocation interrégionale et européenne (la péninsule Ibérique, les îles Britanniques et la mer du Nord), dont le trafic se basait surtout sur le commerce traditionnel, en usage depuis la période médiévale, avec des produits comme le blé, le vin et sel.

## Chronologie de la traite nantaise

### Les débuts
Le premier navire armé pour la traite négrière à Nantes pour la compagnie du Sénégal, fut probablement en 1707 L'Hercule, appartenant à la famille Montaudouin,.
Puis après une phase d'attente de 4 ans (entre 1707 et 1711), le trafic démarre en 1712 avec 7 navires.
Les 15 années suivantes le nombre des vaisseaux armés pour la traite prend de l'ampleur :
| 1713 | 1715 | 1716 | 1717 | 1718 | 1719 | 1720 | 1721 | 1722 | 1723 | 1727 | 1728 |
| ---- | ---- | ---- | ---- | ---- | ---- | ---- | ---- | ---- | ---- | ---- | ---- |
| 14   | 20   | 2    | 11   | 12   | 9    | 20   | 16   | 11   | 24   | 6    | 10   |

À partir des années 1730, le tonnage des navires négriers nantais est en progression constante, passant d'un peu plus de 1 000 tonneaux en 1735 à 6 000 tonneaux en 1740.

### Les années 1740 à 1752
Les années qui suivent sont plus chaotiques : la guerre de Succession d'Autriche à laquelle participe la France entrave le commerce maritime (théâtre de prédilection de la rivalité franco-anglaise durant cette période). Ainsi le tonnage des navires négriers nantais est-il extrêmement faible (ne dépassant pas les 500 tonneaux) durant les trois années de fin de conflit (1745, 1746 et 1747). Le traité d'Aix-la-Chapelle signé en 1748 peut permettre à l'activité commerciale de reprendre timidement, avec plus de 1 000 tonneaux. Mais l'année suivante, ce tonnage atteint le chiffre record de près de 9 000 tonneaux.
Les années 1750 et 1751 connaissent un creux d'activité, dû notamment au fait que les armateurs nantais attendaient de connaître  les résultats de leurs investissements relancés après la guerre. Le parcours d'un navire négrier dans un système de commerce triangulaire entre l'Europe, l'Afrique et les Amériques prenait en effet normalement entre 14 et 18 mois.

### Les années 1752 à 1763
Rassurés, les armements nantais voient, durant les années 1752, 1753 et 1754, leurs tonnages dépasser les 5 000 tonneaux, que l'on considérera comme une période de forte activité, puisqu'au cours des années 1735 à 1759, ce niveau ne sera dépassé que cinq fois.
En 1755, l'activité connait un ralentissement et dépasse à peine les 3 000 tonneaux de jauge, avant de s'effondrer totalement de 1756 à 1763, sous les effets de la guerre de Sept Ans, durant laquelle les Anglais s'emparent d'abord de Gorée et de Saint-Louis-du-Sénégal en 1758, principaux centres de regroupement d'esclaves africains venant du continent, puis de la Guadeloupe en 1759.

### Les années 1763 à 1793

La Marie Séraphique, navire négrier nantais.

La signature du traité de Paris en 1763, permet à la traite nantaise de rétablir un niveau d'activité élevé, même si les 699 expéditions organisées durant les trente années qui vont suivre représenteront moins de la moitié de l'ensemble du commerce négrier français durant cette période, alors qu'il dépassait les 50 % avant le conflit. Jusqu'à la première abolition de l'esclavage en 1793, cette part ne cessera pas de baisser.
| Période     | Pourcentage de la traite nantaise |
| ----------- | --------------------------------- |
| 1763 - 1766 | 49,3 %                            |
| 1767 - 1771 | 42,5 %                            |
| 1772 - 1778 | 34,4 %                            |
| 1783 - 1789 | 34,3 %                            |
| 1789 - 1793 | 36,1 %                            |

Cette perte de parts de marché s'explique par plusieurs facteurs notamment :
- par la perte du privilège exclusif du commerce des Noirs de la côte d’Afrique que détenait, jusqu'au 31 juillet 1767, la Compagnie des Indes, ceci, afin de les inciter à armer pour la traite. L’arrêt du 30 septembre 1767 accorde aux ports de la Manche (Saint-Malo, Le Havre et Honfleur, l’exemption du droit de 10 livres par Noir vendu aux Antilles, versé jusque-là à la société privilégiée. L’exemption est étendue à La Rochelle le 4 février 1768 et à Bordeaux, le 21 mars de la même année.
- par la reconversion des armateurs rochellais dans la traite négrière qui chercheront à compenser la forte diminution de trafic de fourrures due à la perte du Canada, et feront ainsi de la concurrence à leurs homologues ligériens[13].

Cependant, même si le nombre des expéditions négrières chute de 29 par an en moyenne (entre 1763 et 1766), à 22,2 (entre 1767 et 1771) et 20,6 (entre 1772 et 1778, c'est-à-dire au début de la guerre d'indépendance des États-Unis), le tonnage baisse légèrement (de 3 954 tonneaux par an en moyenne entre 1763 et 1766, à 3 556 tonneaux entre 1772 et 1778), ce qui signifie que les armateurs nantais arment moins de navires, mais utilisent des vaisseaux de plus grande capacité. La jauge moyenne d’un bateau négrier est passée de 140 tonneaux après la guerre de Sept Ans, à 175,5 tonneaux entre 1772 et 1778.
Après l'indépendance américaine, on compte 32 départs par an en moyenne entre 1783 et 1788, soit 193 armements nantais pour l’ensemble de cette période, contre 116 à Bordeaux, 111 au Havre et 75 à La Rochelle.
Durant les deux premières années de la Révolution, 89 négriers seront armés à Nantes (46 en 1789 et 43 en 1790). Entre 1789 et 1793, le port de Nantes avec 152 armements représentera avec 36,1 % une part importante du marché de la traite, soit autant que ses principaux concurrents réunis, Bordeaux et Le Havre.
Durant cette même période, le nombre d'esclaves transportés par les navires nantais se chiffrera à 200 000, provenant notamment du golfe de Guinée (essentiellement de la région de Calabar, sur la côte Sud-Est de l'actuel Nigeria) et de « côte d’Angole » (côtes angolaise et congolaise actuelles), soit :
| Période   | Nombre d'esclaves |
| --------- | ----------------- |
| 1763-1766 | 32 300            |
| 1767-1771 | 33 854            |
| 1772-1778 | 35 161            |
| 1783-1788 | 55 932            |
| 1789-1793 | 38 361            |

Si les Nantais s’adaptent aux conditions du marché en Amérique comme en Afrique. Ils sont aussi capables de changer de lieu de vente, en fonction de la concurrence. Mais c'est néanmoins à Saint-Domingue qu'ils écoulent l'essentiel de leur cargaison humaine. Disposant d'un réseau de relations dans toute l'île, celle-ci devient une « chasse gardée » des négriers ligériens. Le Cap Français (actuel Cap-Haïtien) et Port-au-Prince sont les principaux sites de vente, accueillant respectivement 30 et 25 % des navires négriers nantais. Ces derniers assurent ainsi 46,8 % de l'approvisionnement de Port-au-Prince, 60,7 % de celui de Léogâne, 64,7 % aux Cayes et 81,6 % à Saint-Marc.
Le décret d'abolition de l'esclavage du 29 août 1793, mettra fin à toute activité de traite sur l'ensemble du territoire français pendant neuf ans.

### Les années 1802 à 1830

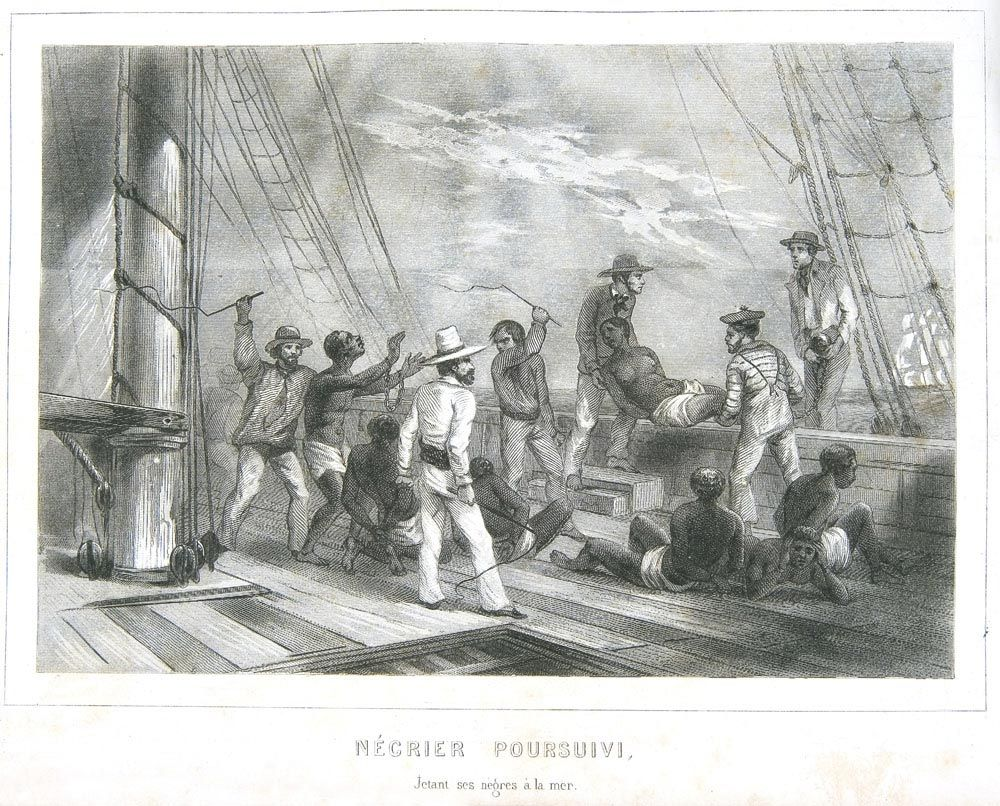
Navire négrier poursuivi, jetant ses nègres à la mer. Gravure du XIXe siècle.

Le rétablissement de l'esclavage par Napoléon Bonaparte en 1802, relance l'activité négrière pendant 15 ans (70 % de la traite nationale, plus de 300 expéditions), qui se fait cependant de manière illégale car, si l'esclavage est autorisé, la traite, elle, est interdite dès 1817 par la France, et même dès 1807 par le Royaume-Uni.
La marine royale française lutte dès les années 1820 contre les trafiquants illégaux, jusqu'à l'interdiction formelle de la traite en 1831, préfigurant l'abolition définitive de l'esclavage sous l'impulsion de Victor Schœlcher, le 27 avril 1848.

## Aspect économique
Le XVIIIe siècle marquera incontestablement l'apogée du commerce nantais et l'essor de la ville qui verra doubler sa population, passant ainsi de 40 000 à 80 000 habitants durant ce siècle.

### Le commerce maritime
L'activité portuaire sera bien sûr la première bénéficiaire de ce commerce, même si la part du tonnage total de l'ensemble des navires transatlantique (comprenant aussi bien les navires négriers, que ceux effectuant du commerce en droiture vers les îles de l’Amérique, ainsi que les vaisseaux équipés pour la course) entrant dans le port de Nantes ne plafonnera pas au-delà de 25,4 % en 1772.
Le commerce antillais domine le trafic : en 1786, Nantes envoie 126 navires représentant un tonnage global de 44 375 tx, 106 d'entre eux vont à Saint-Domingue, soit 85 % des vaisseaux (représentant 40 000 tx), six se dirigent vers la Martinique (soit 4,75 % des navires et à peine 3 % du tonnage total), 14 vers la Guadeloupe et 4 vers la Guyane. En comparaison, à Bordeaux, le tonnage vers Saint-Domingue y est de 65 %, de 24 % vers la Martinique et 9 % vers la Guadeloupe.

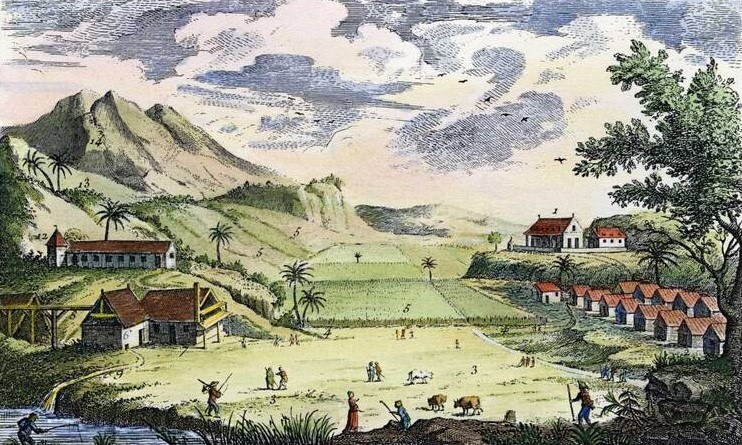
Vue d'artiste d'une habitation sucrière typique en 1762. En haut à droite, la grand-case (maison des maîtres) ; en contre-bas, la rue cases-nègres (habitations des esclaves) ; au centre les champs de canne à sucre ; et à gauche les installations sucrières (moulin, chaudière). Dans cette représentation idéalisée des plantations, le travail forcé des esclaves n'est pas montré.

Le « commerce triangulaire » stimulera aussi l'essor du commerce « en droiture » entre Nantes et les îles, puisque les négriers eux-mêmes ne ramenaient au terme de leur circuit, que seulement une partie des denrées issues de la vente des esclaves dans les « colonies de plantations ». comme le sucre et le café, exigeant ainsi que d'autres navires viennent depuis Nantes pour en charger le surplus.

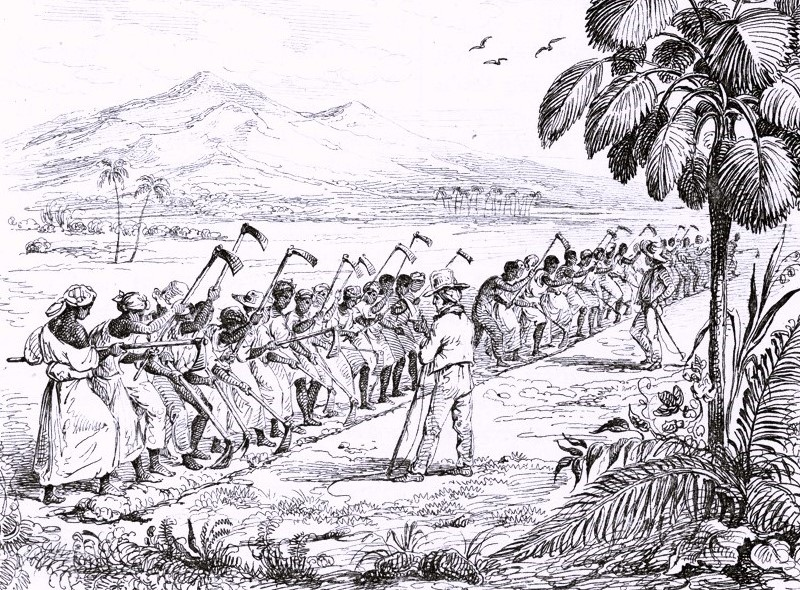
Esclaves au travail dans la colonie de Martinique, vers 1826, par Jules Boilly.

Les denrées ramenées depuis les colonies dans le port de Nantes sont variées : sucre, café, coton et indigo, sont débarqués sur le nouveau quai de la Fosse qui concentre désormais l'essentiel des activités portuaires en aval de l'ancien « port au Vin » (actuelle place du Commerce). Ces produits sont revendus avec de substantiels bénéfices, soit pour alimenter le marché intérieur français, soit pour approvisionner l'industrie locale en plein essor.
Mais c'est surtout, le sucre (principalement du sucre brut ou « sucre roux » destiné au marché national) qui, de loin représente le poste le plus important des importations nantaises avec 22 605 000 livres en 1786, soit 60,8 % de la valeur totale des marchandises importées.
Toute cette activité commerciale issue du commerce triangulaire générera l'essor du commerce maritime à l'intérieur du royaume et avec le reste du continent européen. Ainsi, le tonnage à destination des ports étrangers passe de 8 352 tx en 1702, à 30 428 tx en 1772 (représentant une échelle de 1 à 3,6). Tandis que celui à destination des ports français passe durant la même période de 32 276 tx à 61 686 tx soit une échelle de 1 à 1,9).

### L'industrie
La traite négrière a alimenté les capitaux des grandes familles de commerçants et d'armateurs, lesquels ont investi dans le foncier (terres agricoles), dans l'immobilier (hôtels particuliers ou folies), ainsi que dans l'industrie naissante qui se développera au côté d'une industrie « traditionnelle », de style artisanale.
Ainsi, en 1775, Nantes compte pas moins de 17 manufactures :
- Essentiellement des fabriques d'indiennes tenues pour les trois quarts par des immigrants suisses protestants, dont la première fut fondée en 1763 par Pierre Gorgerat et Louis Langevin. Celles-ci produisaient annuellement 5 000 pièces de tissus. À la veille de la Révolution on comptait neuf fabriques de toiles peintes employant 4 500 ouvriers et qui entraîneront la création de filatures mécaniques ;
- des fabricants de toiles de lin, de nantaises et de clissons, sortis de 500 métiers que faisaient battre 400 ouvriers et 140 chefs d'ateliers ;
- des corderies comme celles de MM. Brée et Bodichon, qui compteront deux établissements et dix-sept magasins employant 1 200 personnes ;
- des clouteries, une cinquantaine employant 400 personnes ;
- des chapelleries qui fourniront 50 000 chapeaux pour la traite et les colonies ;
- des établissements traitant de l'amidon ;
- des raffineries de sucre ;
- une verrerie employant quarante ouvriers et dix manœuvres qui produisait des bouteilles ;
- deux brasseries[25],[26].

Le commerce triangulaire favorisera également durant le XVIIIe siècle l'essor de la construction navale. En juillet 1738, les chantiers auparavant installés sur le quai de la Fosse déménagent : trois nouveaux chantiers voient le jour à l'embouchure de la Chézine, puis sont progressivement déplacés entre 1780 et 1790 vers Chantenay, en aval de Nantes. Plus en aval encore, les chantiers de l'île d'Indret connaissent leur premier développement au XVIIe siècle, alors qu'au niveau du fleuve sur la rive nord, les chantiers de Basse-Indre sont créés en 1779. Le XVIIIe siècle est marqué par une augmentation notable de la superficie des chantiers nantais qui passe donc de 3 230 m2 au début de ce siècle, à 50 067 m2 en 1780), faisant de ceux-ci les premiers constructeurs français de navires marchands.

## Présence noire à Nantes

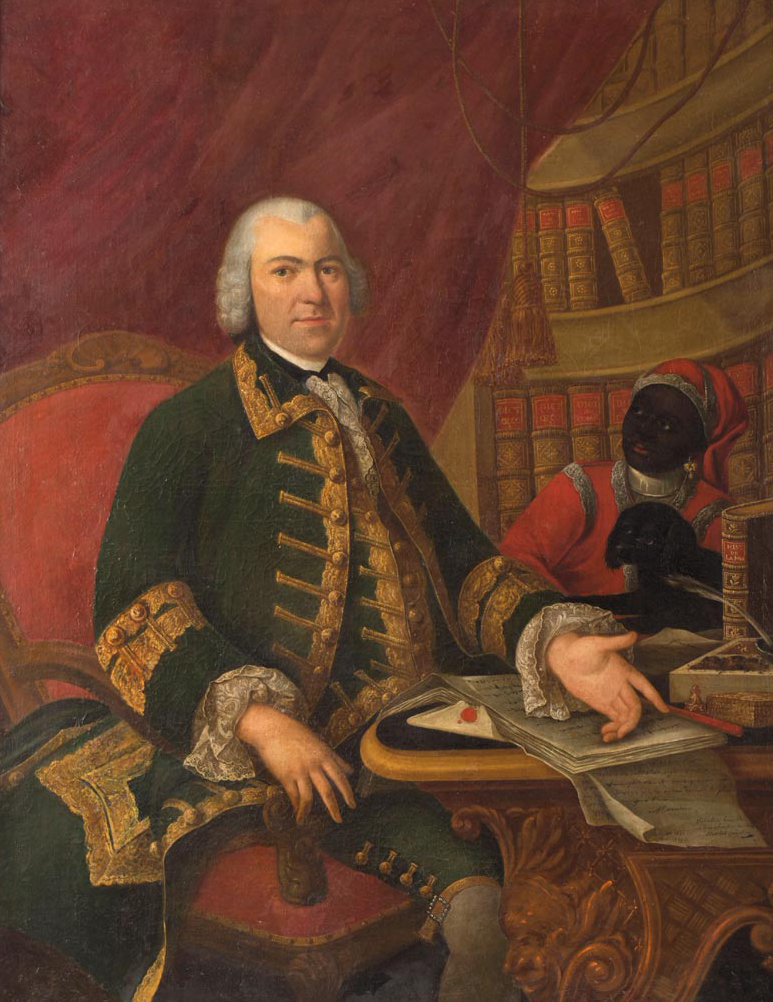
Dominique Deurbroucq, négociant et armateur négrier nantais, accompagné d'un esclave.

La quasi-totalité des centaines de milliers de captifs africains déportés par les armateurs nantais sont destinés aux colonies. Jamais les navires négriers n'ont débarqué de grandes cargaisons d'esclaves dans le port de Nantes, ni même remplis de captifs les caves du quai de la Fosse. Toutefois, un certain nombre de Noirs, majoritairement esclaves ou parfois affranchis, sont présents dans la ville de Nantes, particulièrement au XVIIIe siècle. Soit ceux-ci sont ramenés d'Afrique ou des colonies pour servir comme domestiques dans les riches familles de négociants, officiers de marine, aristocrates, administrateurs coloniaux ou planteurs absentéistes ; soit ils sont envoyés en métropole par les colons, en vue de se former à certains métiers, avant leur retour forcé aux colonies. À titre d'exemples, la baronne de Pernet de Recour arrive du Cap-Français avec une Indienne de 20 ans, une négresse de 21 ans et ses enfants, et un mulâtre de 12 ans. Le chevalier de Carcado envoie quant à lui son fils à Nantes avec deux domestiques noirs. Ou encore, le 20 novembre 1780, le comte Dillon débarque avec six nègres et une négresse.
Juridiquement, la présence d’esclaves sur le sol de France (métropolitaine) est interdite depuis l’Édit de 1315, pour qui « le sol de la France affranchit l'esclave qui le touche ». Ce droit ancien, confirmé par le Code noir de 1685, gêne les colons et les esclavagistes et, pour soulager leur inquiétude, l'édit de 1716, puis la loi de 1738, permettent de supprimer l'affranchissement automatique. Ce qui explique la présence relativement importante de Noirs dans la ville portuaire. En 1730, le poète Paul Desforges-Maillard constate : « Dans la ville, les gens sont de deux couleurs, Blancs et Noirs. On voit une quantité prodigieuse de nègres qui trottent par les rues. Toute femme riche est suivie par un ou plusieurs noirs ».

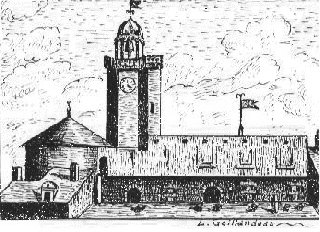
La prison du Bouffay où était situé le « dépôt des Noirs », gravure du XVIII.

Cette présence, faible par rapport à la population nantaise, mais qui ne passe pas inaperçue, trouble la quiétude des bourgeois de la ville, à tel point que les autorités s'inquiètent de la croissance de cette immigration noire forcée : « Les esclaves se marient ensemble et forment même des unions mixtes qui répugnent à nos mœurs et dont le fruit ne peut manquer d'être entaché de vices d'une espèce d'hommes qu'on aurait peut-être jamais dû introduire dans ce climat ».
En 1777, un recensement est réalisé en Bretagne, et on dénombre environ 700 Noirs à Nantes, la plupart domestiques. En conséquence, un premier édit rappelle à toute personne employant nègre, négresses ou mulâtres, de les déclarer aux greffes de l'Amirauté. Puis un second édit institue la même année une « police des noirs », et interdit toute nouvelle entrée d'esclaves sur le territoire, sous peine d'être enfermés dans des « dépôts des noirs », au frais de leurs maîtres, avant leurs retours forcés aux îles. En majorité installés comme des enclaves au sein des prisons royales, celui de Nantes est situé dans la prison du Bouffay.

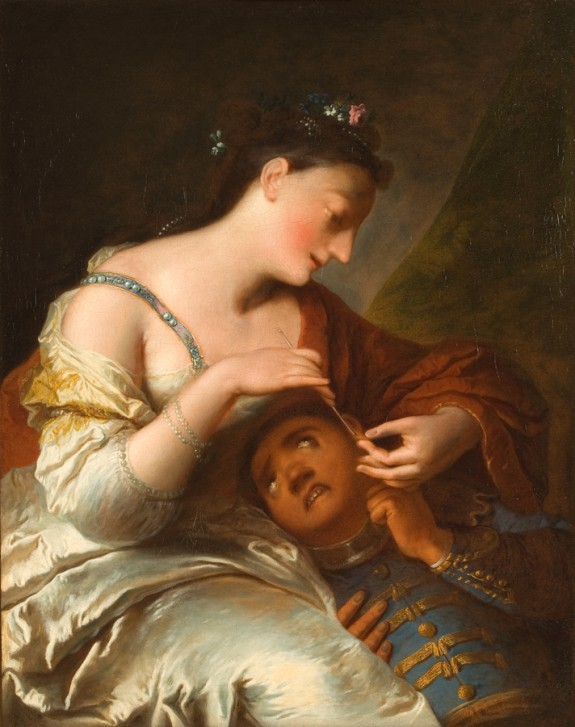
Jeune femme européenne perçant l'oreille de son esclave noir, vers 1735.

Toutefois, si beaucoup de Français se plaignent de ces arrivées, les familles riches continuent de les réclamer aux capitaines de navire ou à leurs agents dans les colonies. On en trouve ainsi dans toutes les belles maisons de la Fosse, de l'île Feydeau, du « quartier d'en Haut », et de celui de la cathédrale. Là, les Noirs servent de valets, maîtres d'hôtel, portiers, cochers, palefreniers, ou encore de femmes de chambre, nourrices, couturières... La possession et l'usage des négrillons et des négrittes est aussi très en vogue. Considérés comme utiles et décoratifs, on leur confie des missions de messagers, de services de table ou de pages. À une époque où le luxe de la table et de l'habillement est indispensable pour maintenir le prestige d'une grande famille, tous ces serviteurs noirs sont mieux nourris, vêtus et logés que beaucoup de Français. C'est la raison pour laquelle, même affranchis en remerciement de leur dévouement, certains préfèrent rester travailler auprès de leurs maîtres.
Pendant la Révolution, la municipalité nantaise prend tout de suite position contre l'abolition de l’esclavage. À la suite des révoltes d'esclaves à Saint-Domingue, la convention montagnarde l'abolit pour toutes les colonies le 4 février 1794. Quatre jours plus tard, lorsque la nouvelle est connue à Nantes, le discours à la Société populaire Vincent-la-Montagne du capitaine Étienne Aleimba, officier noir d’origine sénégalaise, suscite une effusion d’enthousiasme : elle témoigne de la persistance à Nantes, hors du monde du négoce, de sentiments de solidarité. Avec les retours aux Antilles des Noirs désormais libres, puis le rétablissement de l'esclavage par Napoléon en 1802, le nombre de Noirs dans la ville diminue considérablement. Lors d'un recensement de 1805, on en dénombre plus que 39.

## Conséquences

### Racisme
Au cours du XVIIIe siècle, se développe, dans les milieux privilégiés, un racisme de plus en plus avoué, qui a pour conséquence d’assimiler les noirs alors relativement nombreux – peut-être 1% de la population – à une catégorie inférieure.

Le médecin et journaliste Ange Guépin dénonce le cas d'un Noir, tellement insulté lors d’une représentation d’Othello au théâtre Graslin en 1826, qu’il doit quitter la salle. 

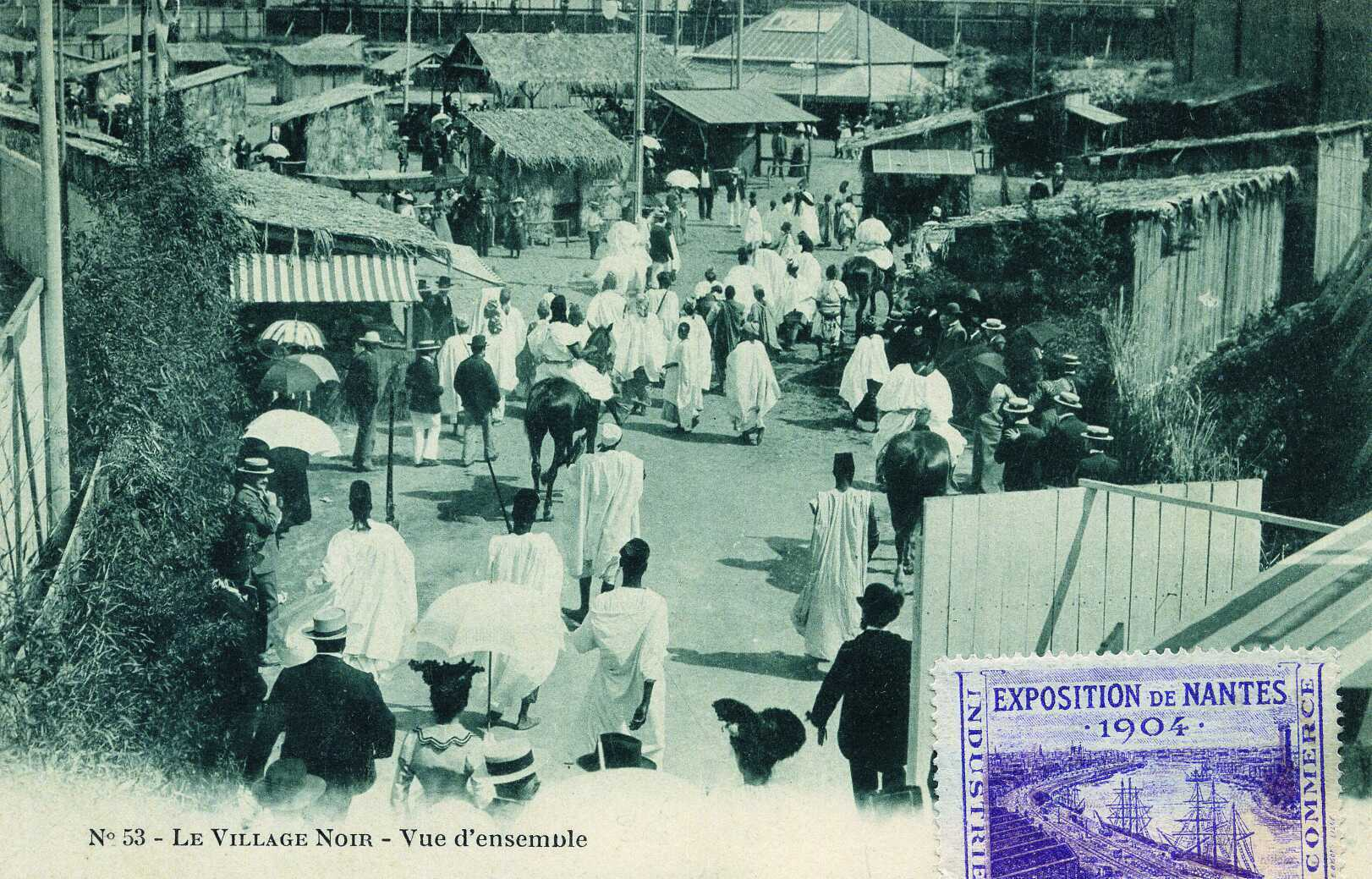
« Village noir » lors de l'exposition internationale de Nantes en 1904.
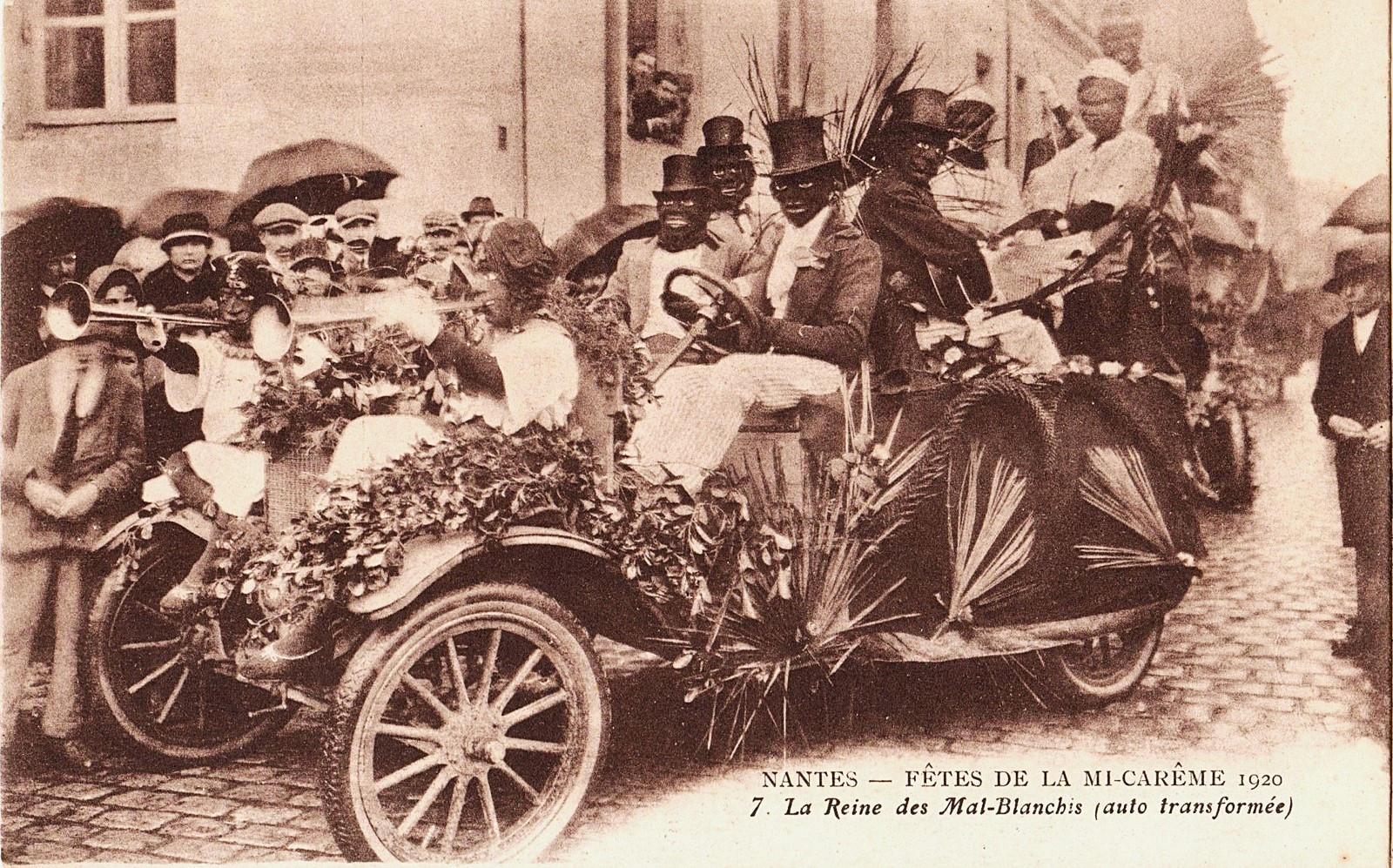
Personnes grimées en noir sur un char des fêtes de la Mi-Carême à Nantes en 1920.

## Mémoire

### Édifices en lien avec l'esclavage colonial
À Nantes, de nombreux hôtels particuliers et folies ont été construits au XVIIIe siècle grâce aux fortunes issues de la traite négrière et de l'esclavage. Parmi eux, on trouve les hôtels de Commequiers, O'Riordan, Trochon, La Villestreux, Grou, temple du Goût, Deurbroucq, de Luynes, d'Aux, Montaudouin, Pépin de Bellisle... de même que le château du Grand-Blottereau, le château des Dervallières, le manoir de la Placelière.

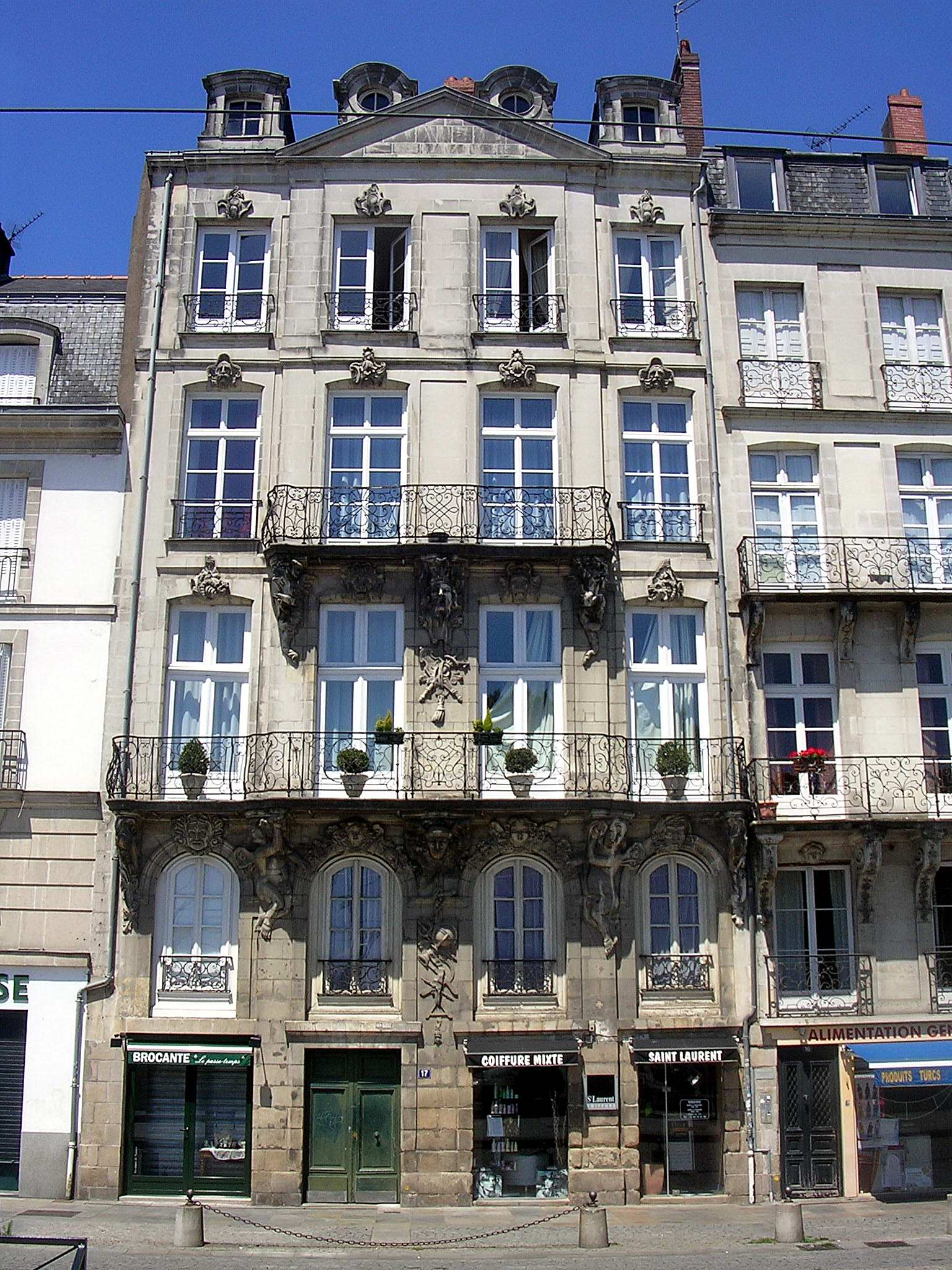
Maison Trochon.
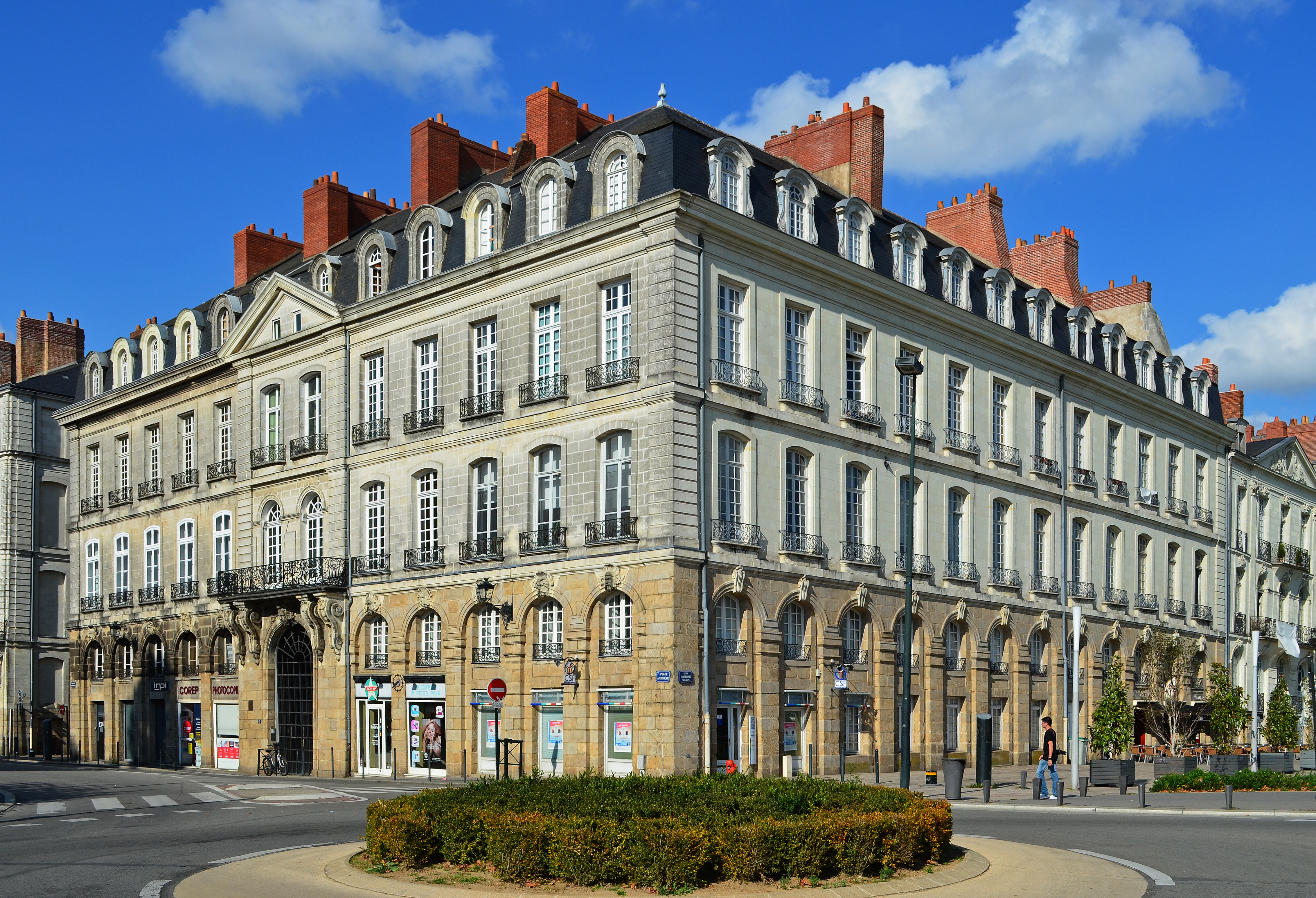
Hôtel de La Villestreux.
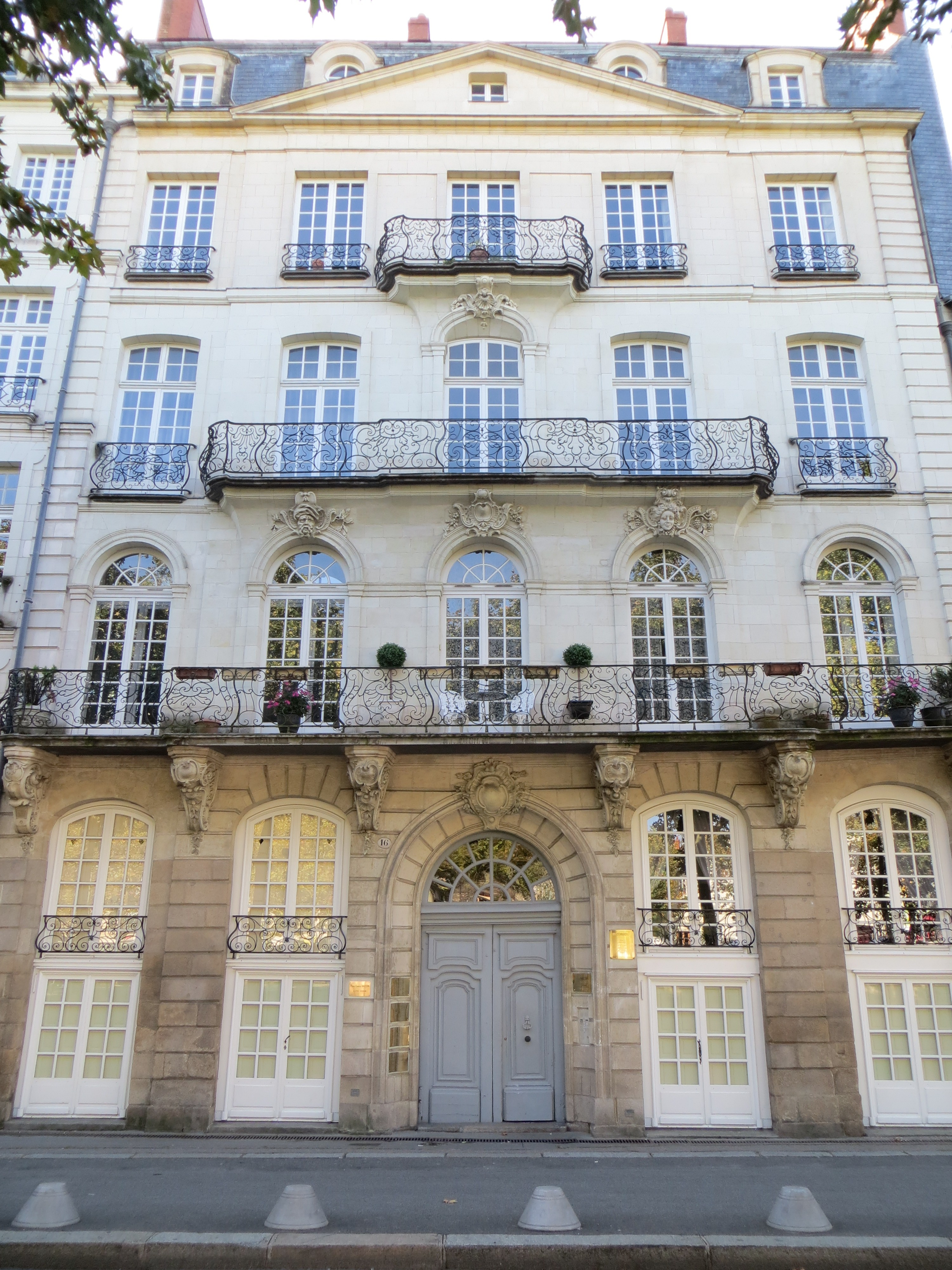
Temple du Goût.
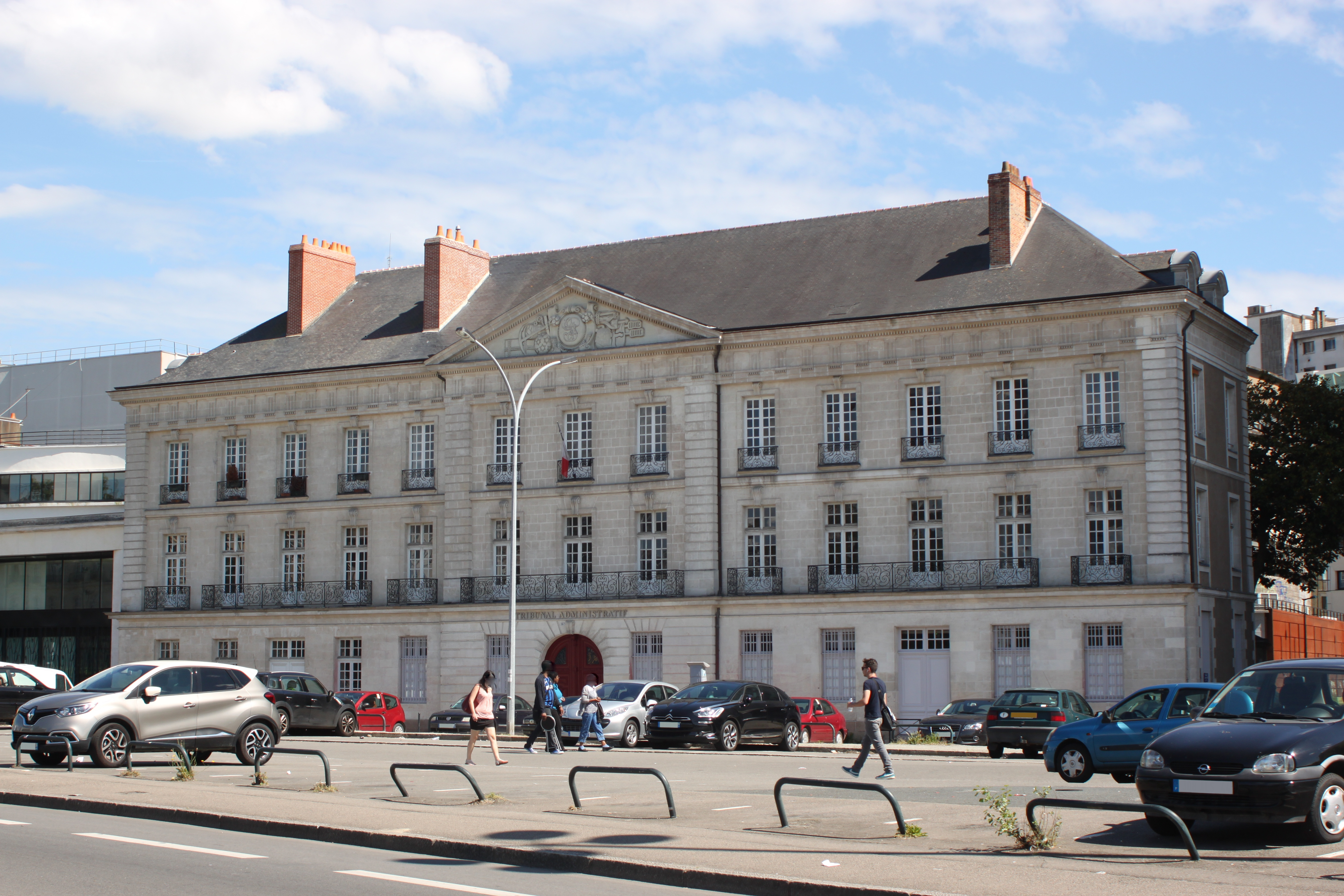
Hôtel Deurbroucq.
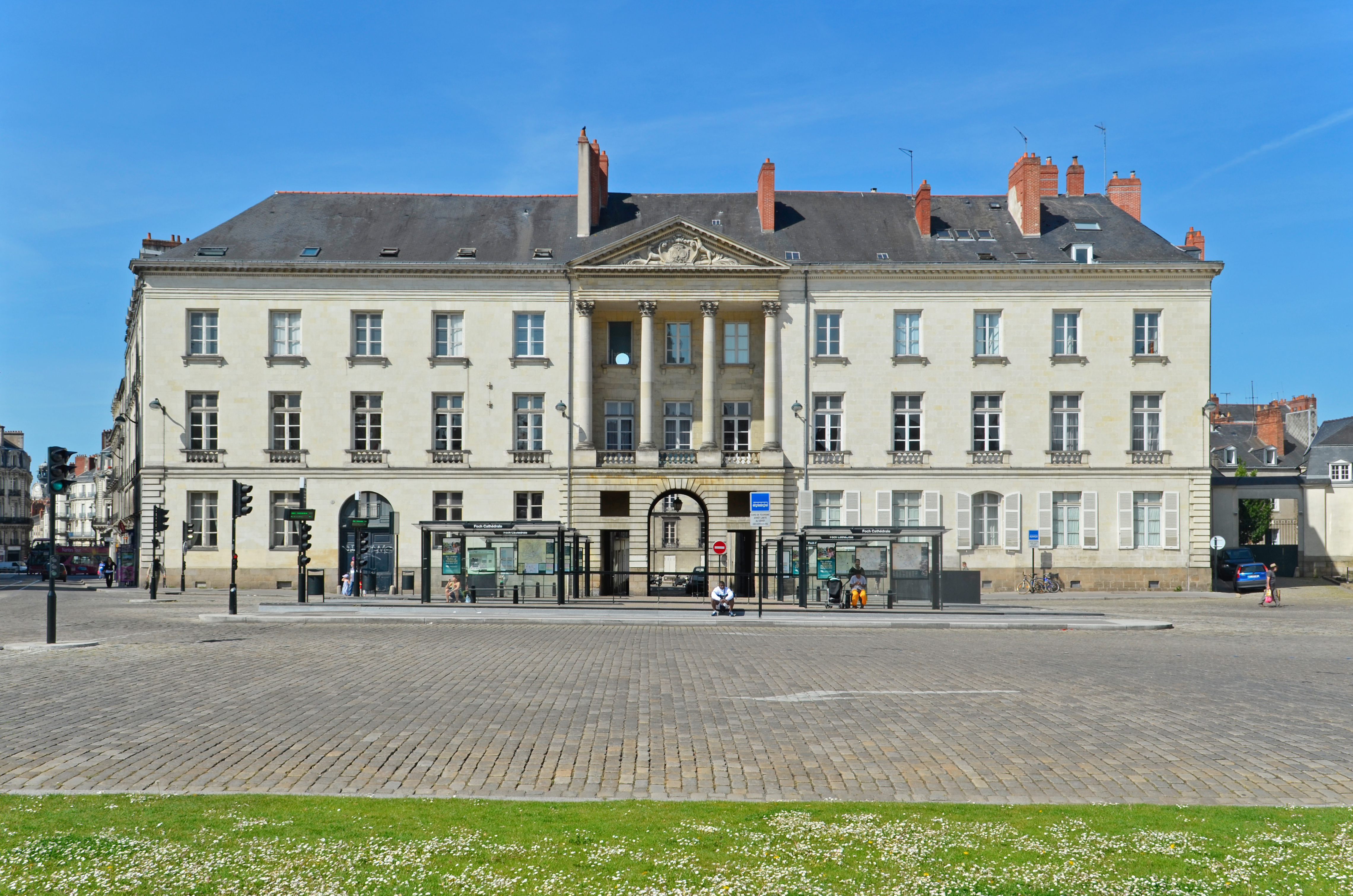
Hôtel Montaudouin.
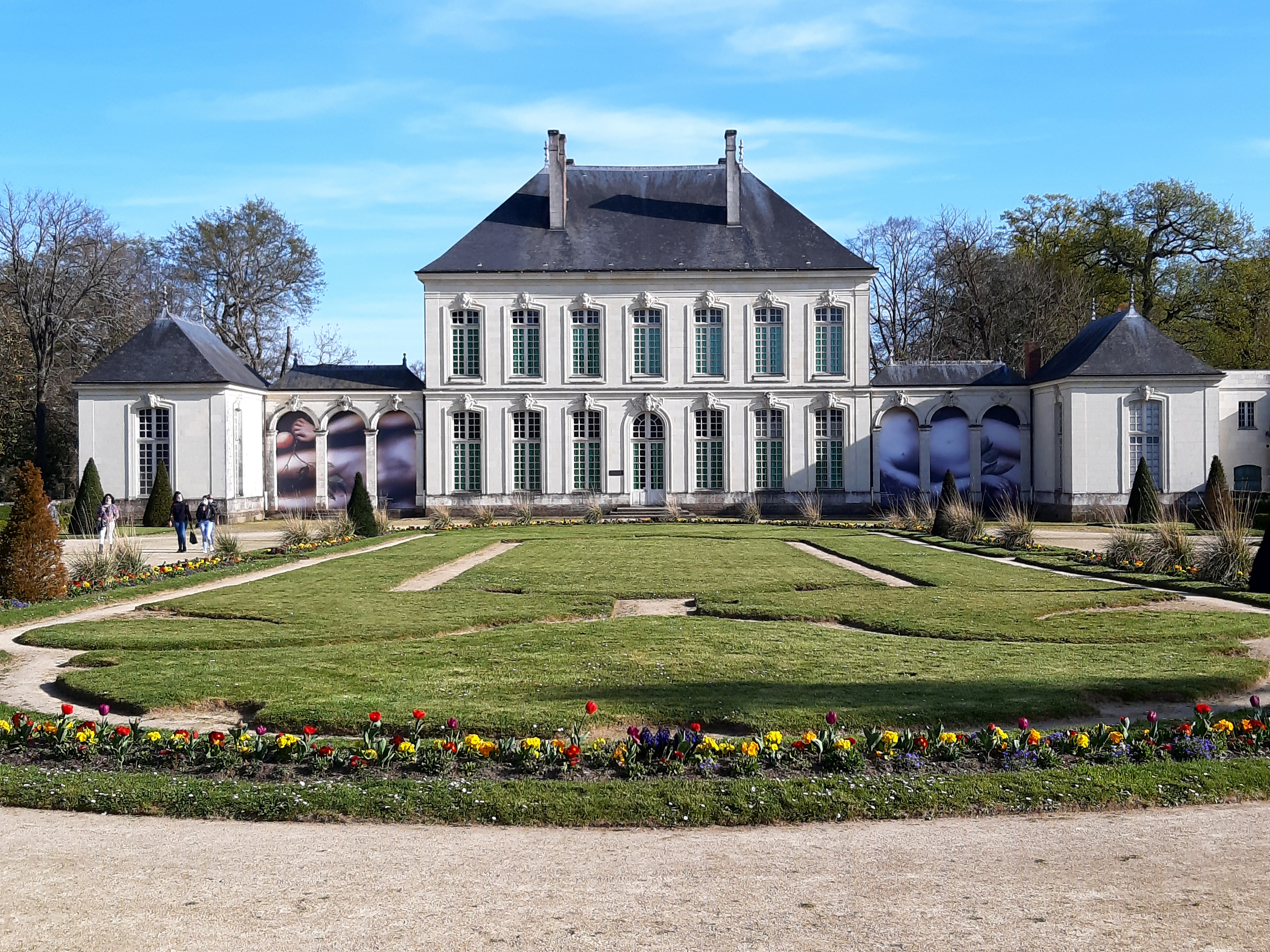
Château du Grand-Blottereau.

### Mascarons aux traits africains
Parmi les mascarons de Nantes, sculptures ornementales des hôtels particuliers, certains témoignent de l'enrichissement de la ville par la traite ou le commerce colonial. L'apogée de cette architecture se situe dans le deuxième tiers du XVIIIe siècle, notamment après le programme de rénovation de Gérard Mellier, maire et porte-parole du milieu marchand et négrier.

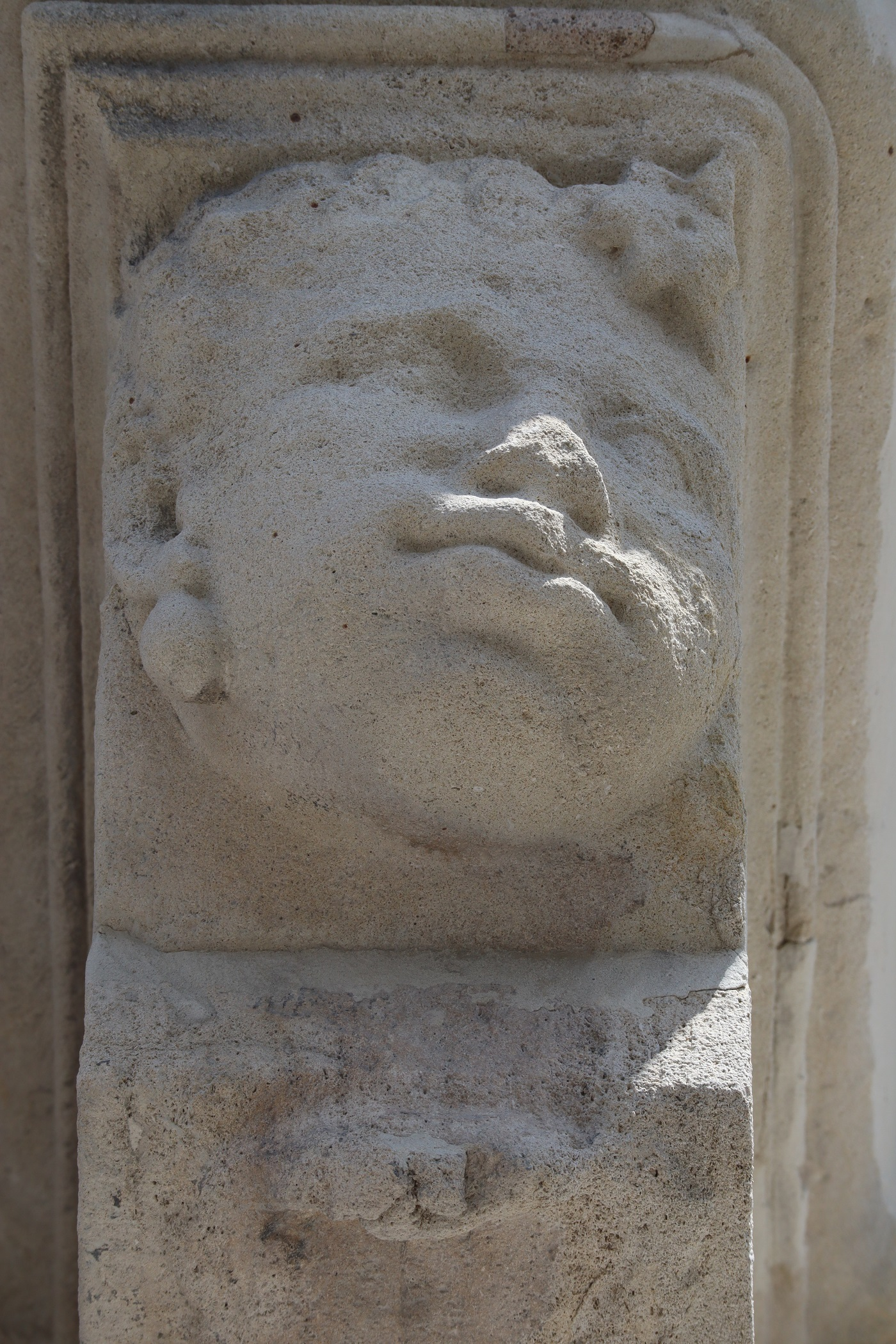
1 place de la Petite-Hollande, maison Charron.
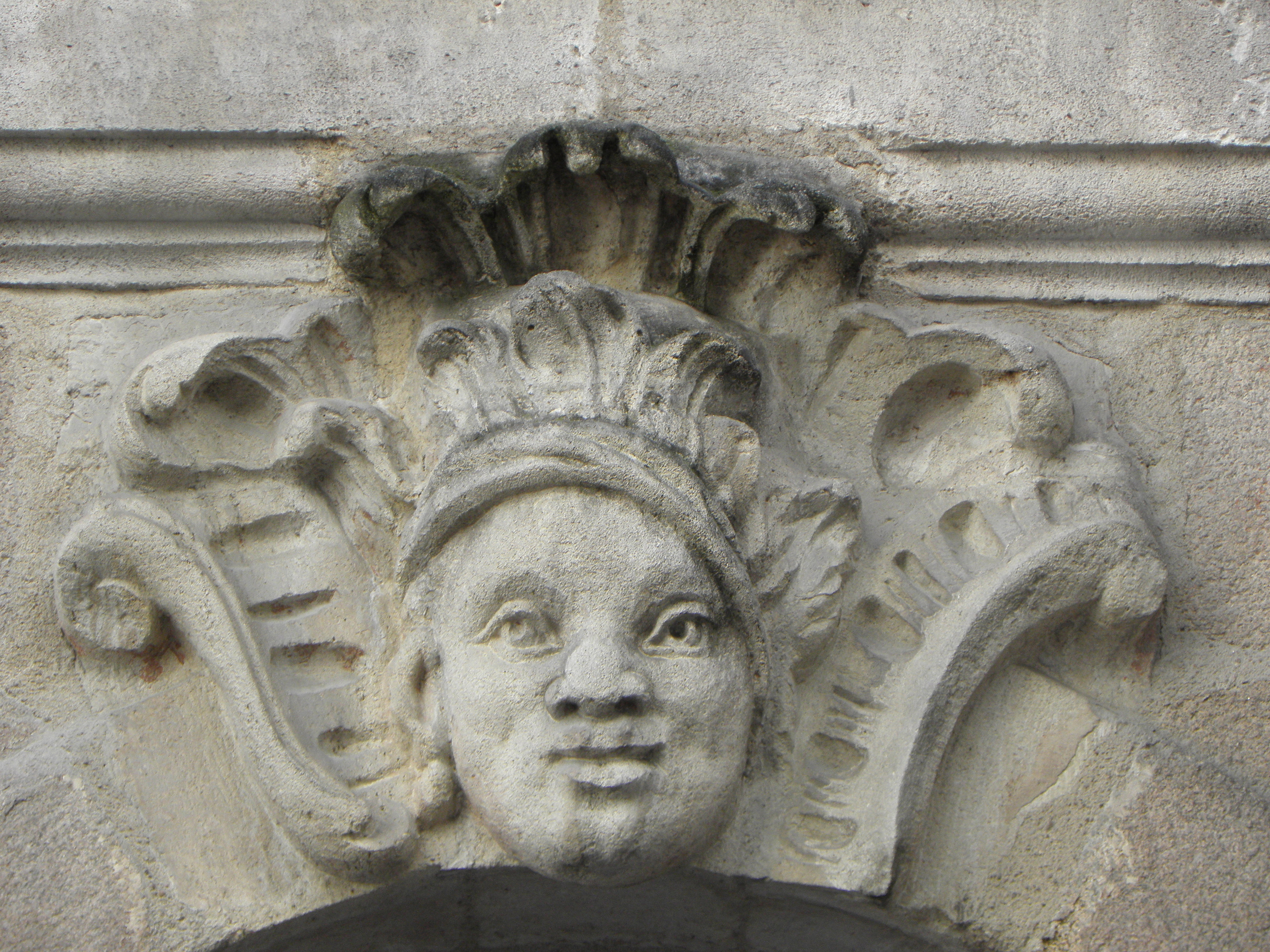
13 rue Kervégan, hôtel de Joseph Raimbaud, marchand de bois en lien avec le milieu de la construction navale.
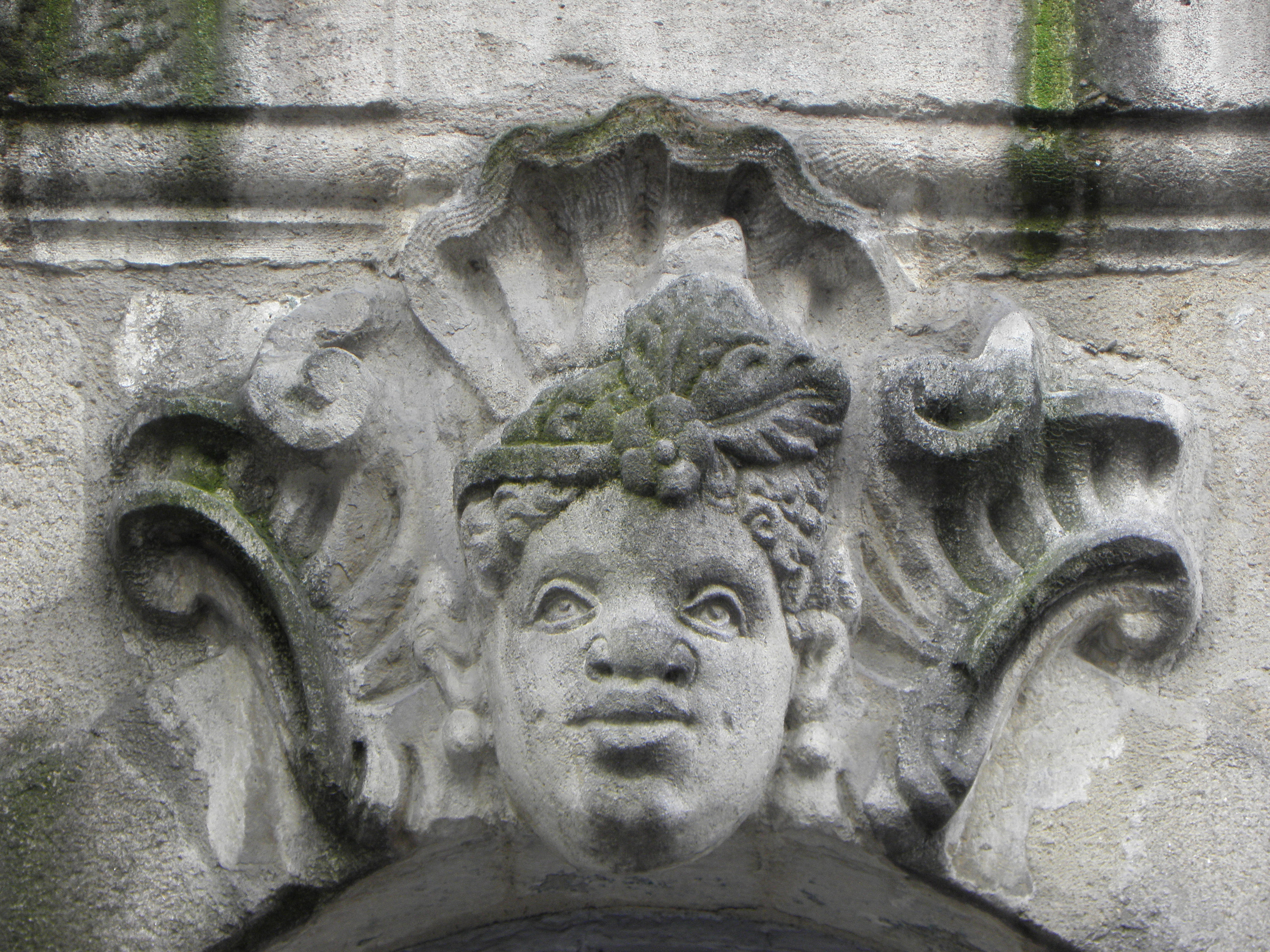
13 rue Kervégan.
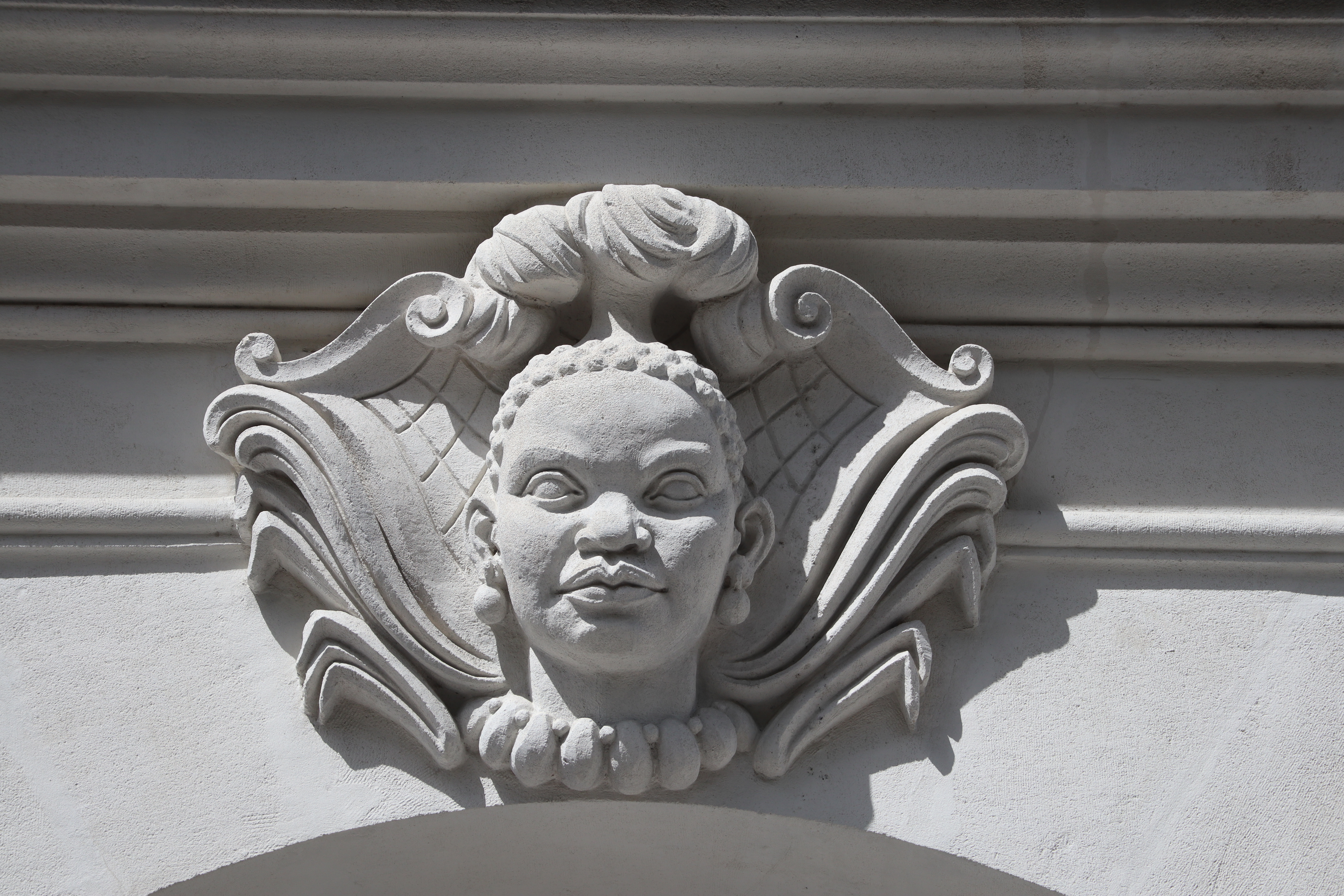
7 allée Brancas.

### Évocation de la traite dans l'odonymienantaise
En 2009, l'association bordelaise « DiversCités », fondée par l'essayiste Karfa Diallo, lance une campagne publique intitulée « Débaptiser les rues de négriers ? ». Celle-ci vise à ouvrir le débat sur les rues honorant par leurs noms des négriers (armateurs ou esclavagistes) dans les cinq principaux ports négriers français : Nantes, La Rochelle, Le Havre, Bordeaux et Marseille. Dès le début, l'association Mémoires & Partages suggère, soit de rebaptiser les rues honorant des criminels, soit a minima d'apposer des plaques explicatives. Les villes de Bordeaux, La Rochelle et Le Havre, ont commencé à accéder à cette demande.

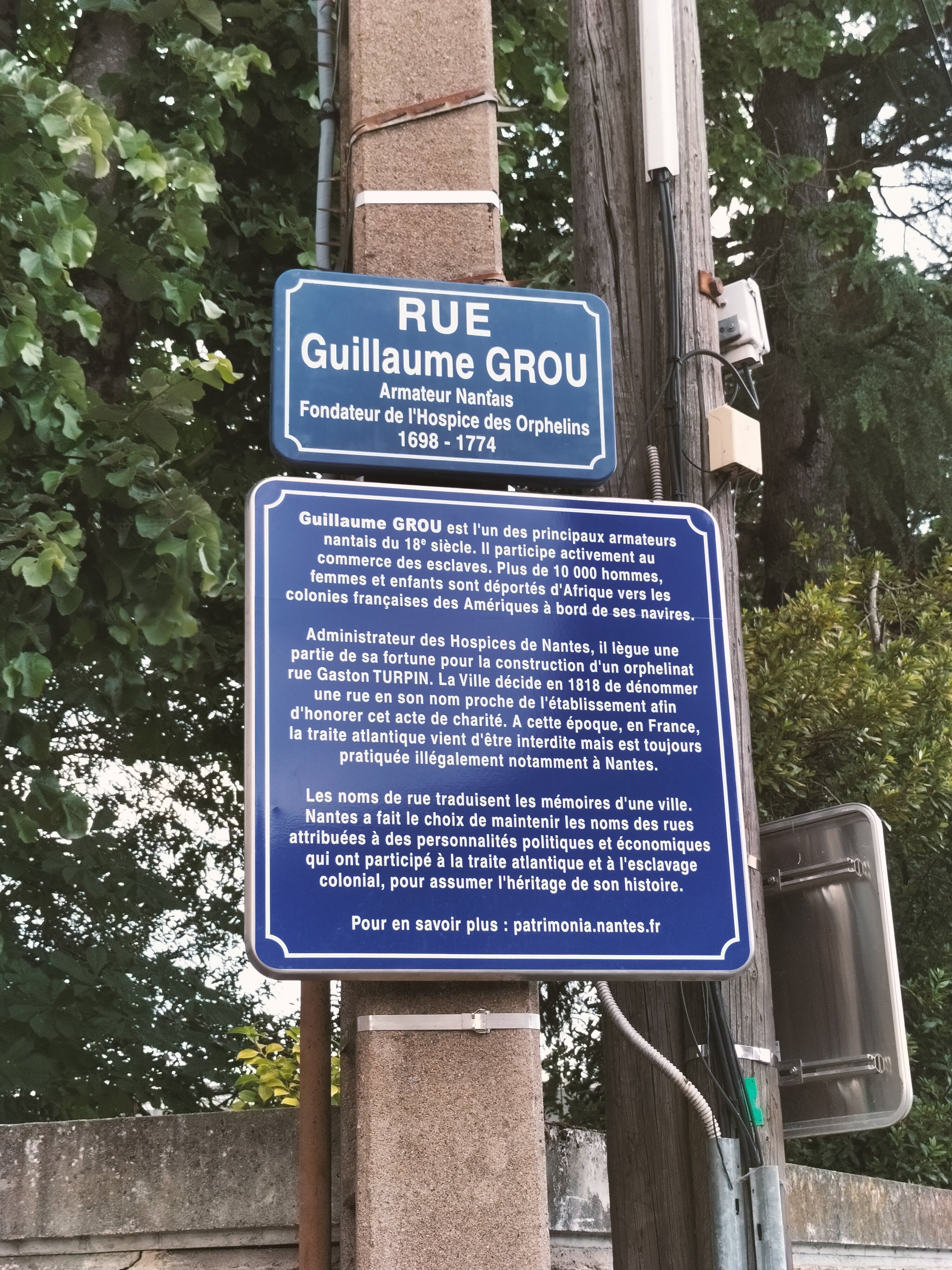
Plaque explicative installée rue Guillaume Grou en 2023.

De son côté, la ville de Nantes, dans laquelle l'association a recensé une dizaine de rues pouvant faire référence au passé négrier, avait donné son accord en 2018 pour les plaques explicatives, puis est revenue sur sa décision en 2020, avant de finalement accéder à cette demande en 2023 pour 4 d'entre elles.
Les voies citées sont : les rues Kervégan (ancien maire qui a participé à la traite négrière), Montaudouine (rappelant le souvenir de la famille Montaudouin), Guillaume-Grou, Leroy (négrier), Maurice-Terrien et Colbert (corédacteur du Code Noir). Les avenues Bourgault-Ducoudray (Ouest-France contredit l'association expliquant qu'elle a été baptisée en hommage au compositeur et non au père de ce dernier), Guillon et Millet, l'impasse Baudoin et le chemin Bernier. Le quai de la Fosse et la rue de la Fosse font référence à un chenal naturel de faible profondeur creusé par la Loire, courant le long du quai en question.
Cependant, il n'existe pas dans la ville de plaque de rue en hommage aux victimes de l'esclavage. Néanmoins, le port est pavé de petits médaillon portant les noms des navires négriers, avec la date de transport et le nombre d’esclaves à son bord.

### Expositions et musée
Jusqu'à la fin du XXe siècle, certains auteurs considèrent que la mémoire de l'esclavage à Nantes est très peu présente et reste un sujet tabou. Toutefois, le musée des Salorges, créé en 1924, abordait la question de la traite dans une salle intitulée « Marine et souvenirs coloniaux ». Puis, en 1976, lors de l'ouverture du musée d'histoire maritime et industrielle de Nantes au château des ducs de Bretagne, « la traite occupe six vitrines, et le catalogue des collections, publié au moment de l'ouverture, consacre sept pages au sujet ». Au début des années 1990, l'association Les Anneaux de la Mémoire qui a pour but de faire connaitre au grand public l’histoire de la traite négrière et de l’esclavage, organisera avec le soutien de municipalité, une exposition homonyme présentée au château des ducs de Bretagne entre décembre 1992 et mai 1994. En dix-huit mois, cette exposition aura accueilli plus de 400 000 visiteurs.

Depuis, le « musée d'histoire de Nantes », installé dans les années 1990 au sein même du château des ducs, consacre une part importante de ses collections à la traite négrière.

Collection du Musée d'histoire de Nantes
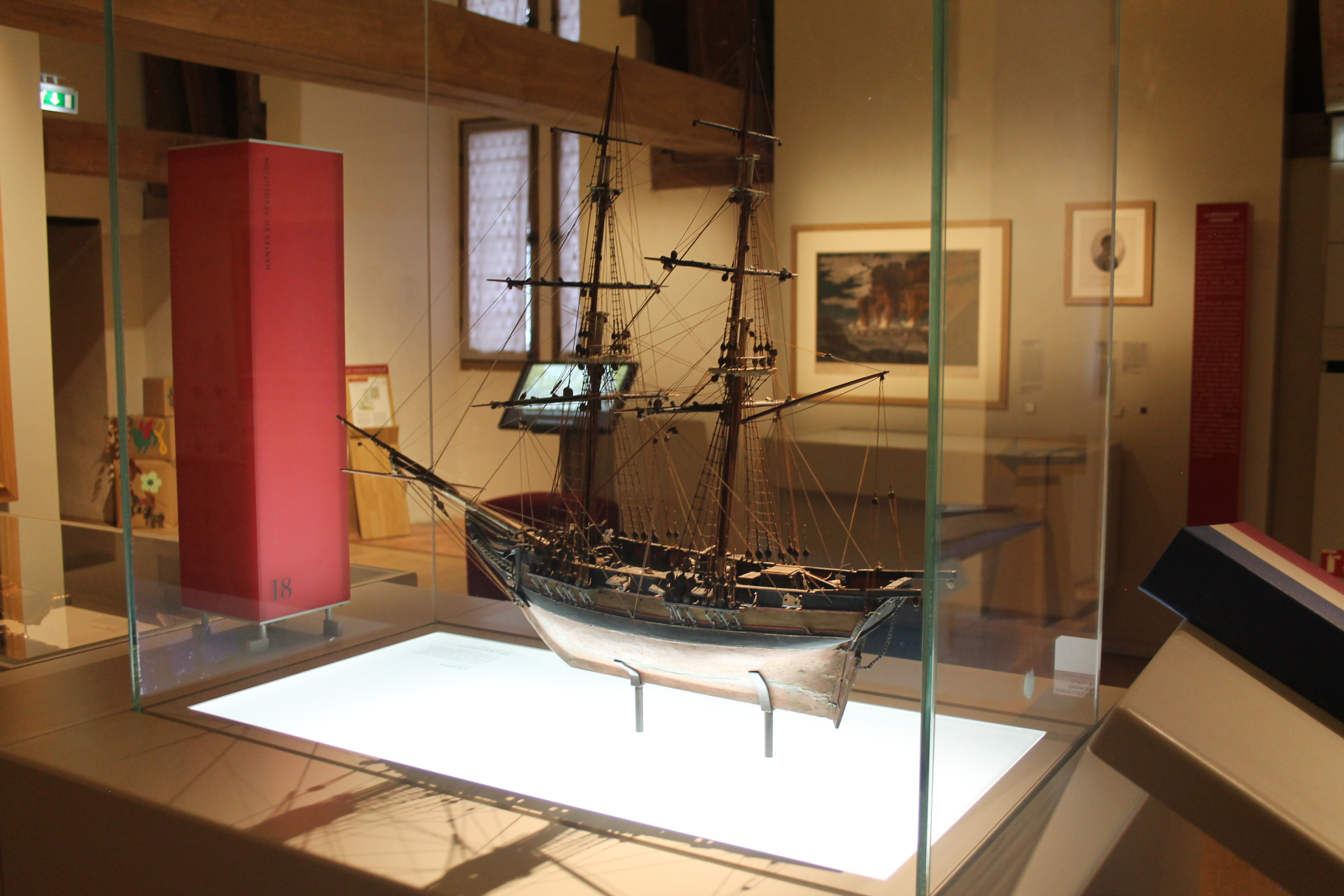
Maquette du navire corsaire et négrier La Dorade.
Vente d'esclaves à bord de la Marie Séraphique en 1773, dans la baie de Cap Français à Saint-Domingue.
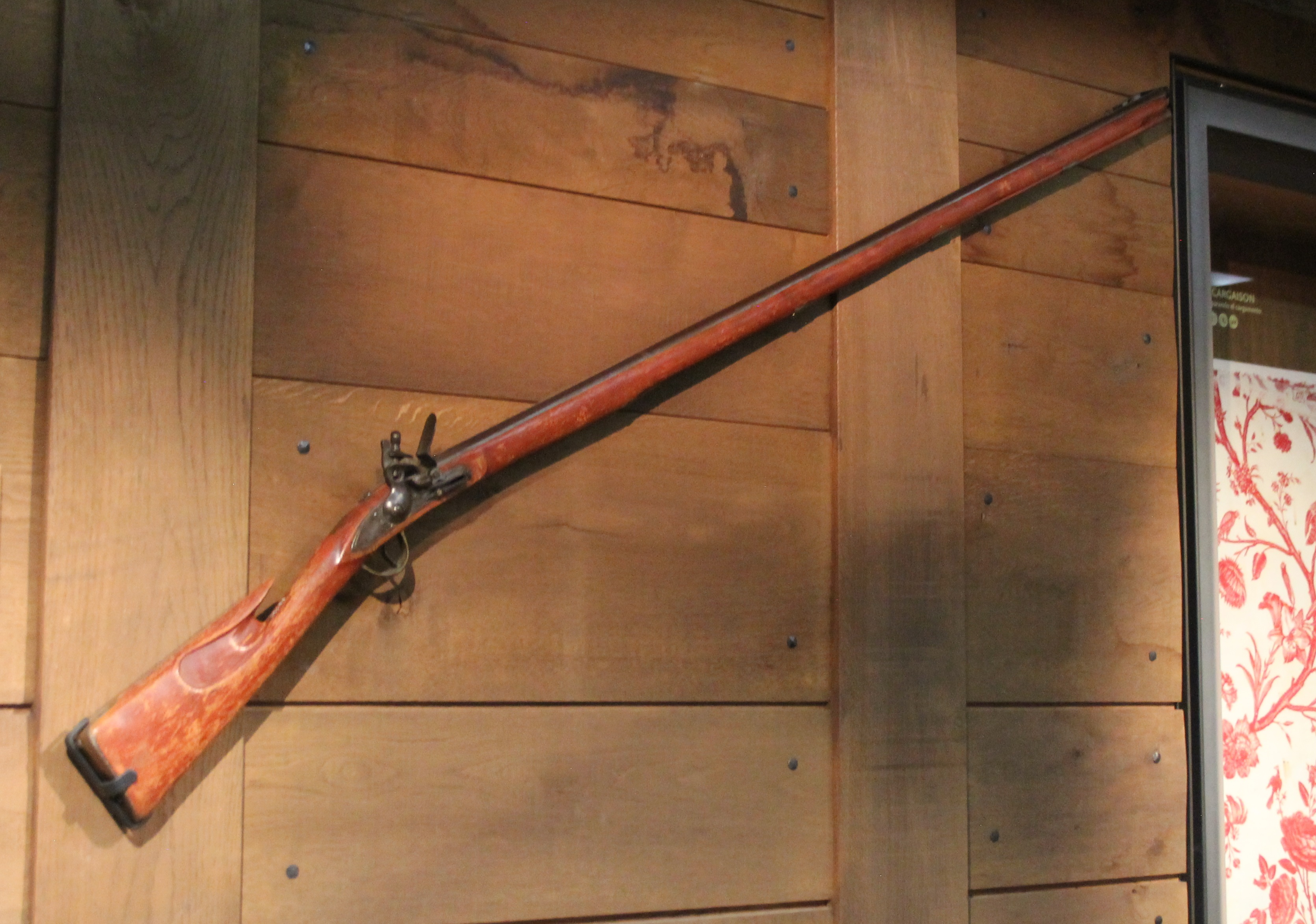
Fusil de traite, utilisé comme monnaie pour acheter les captifs sur les côtes africaines.
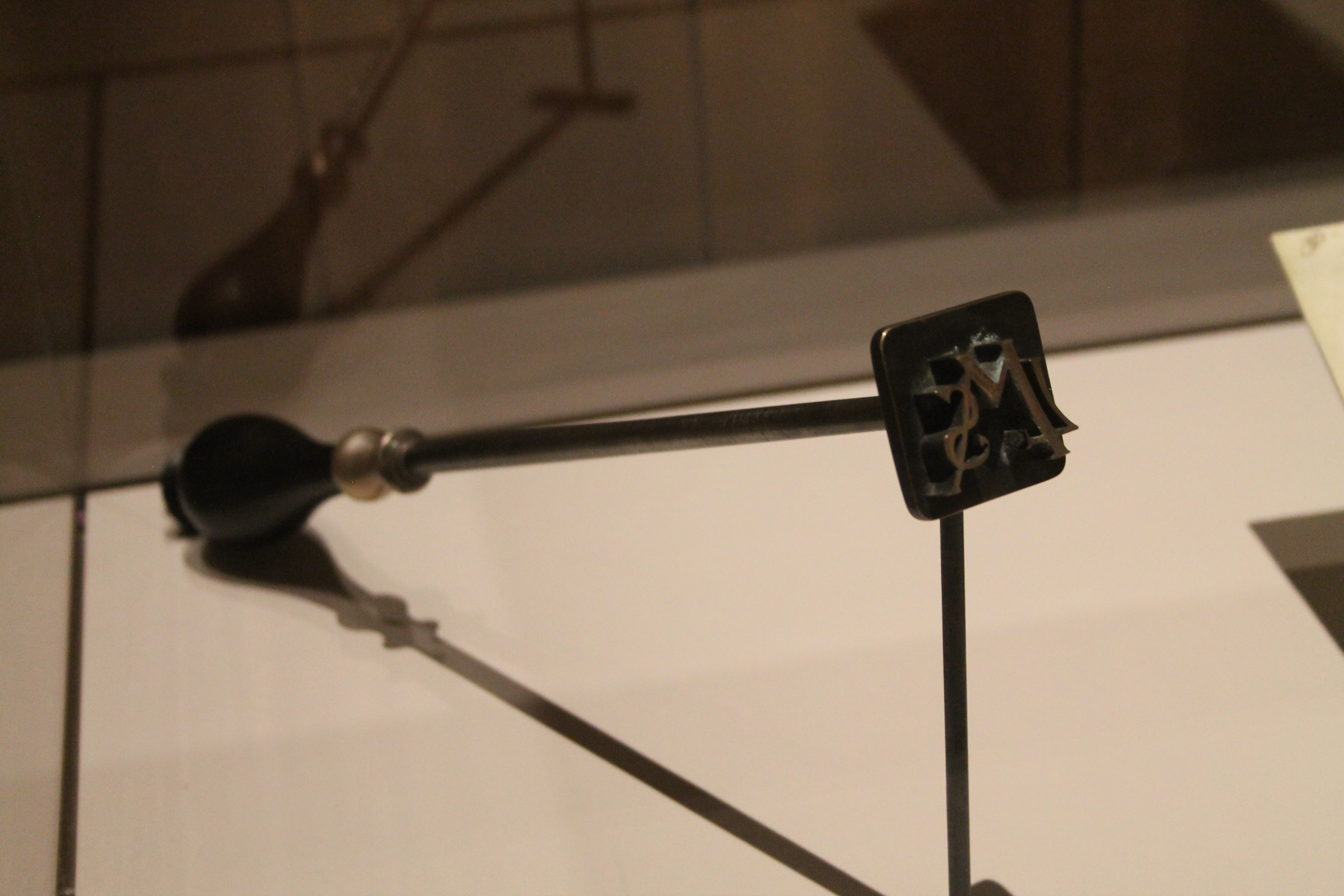
Fer d'étampage à esclave.
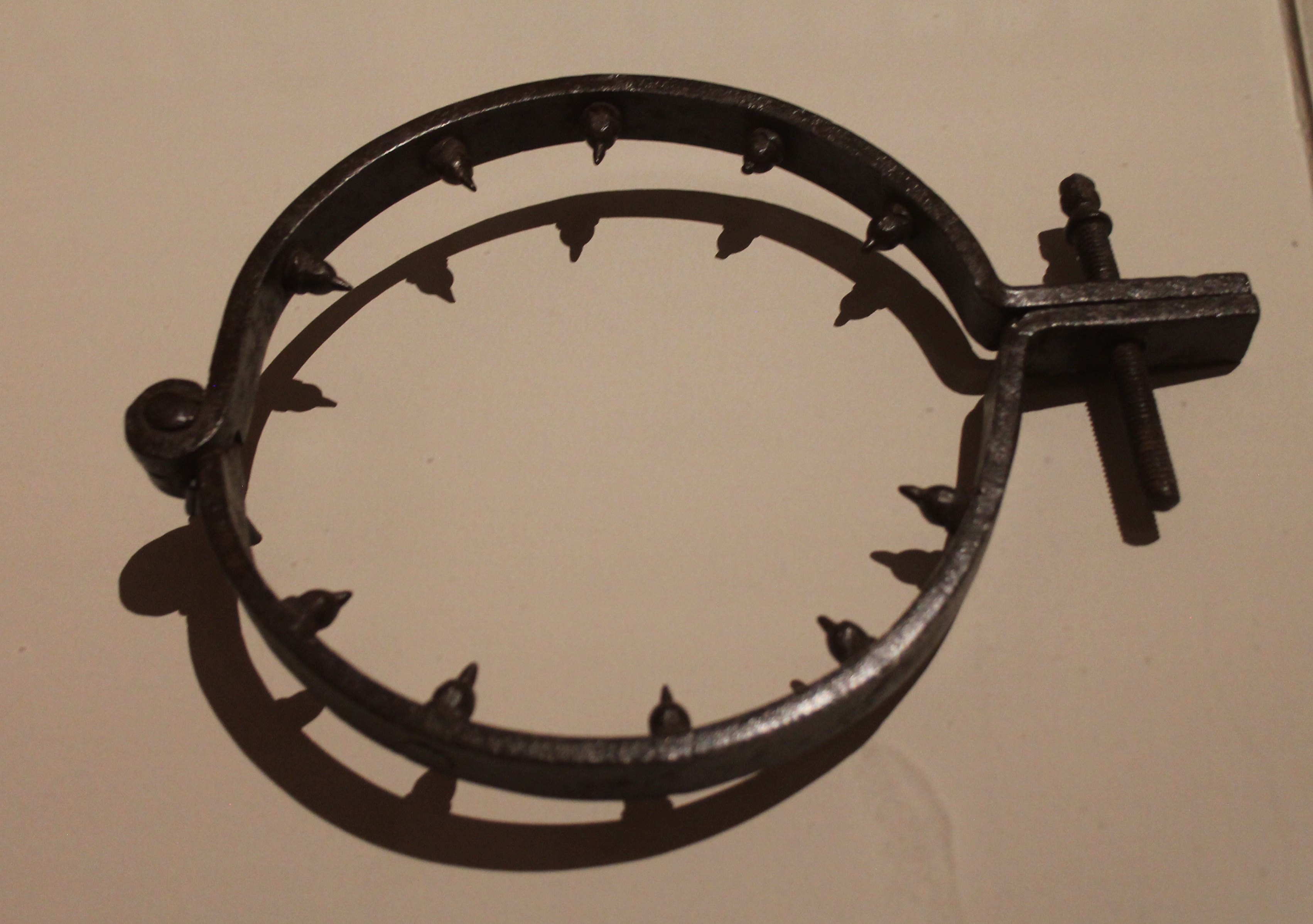
Entrave de cou.
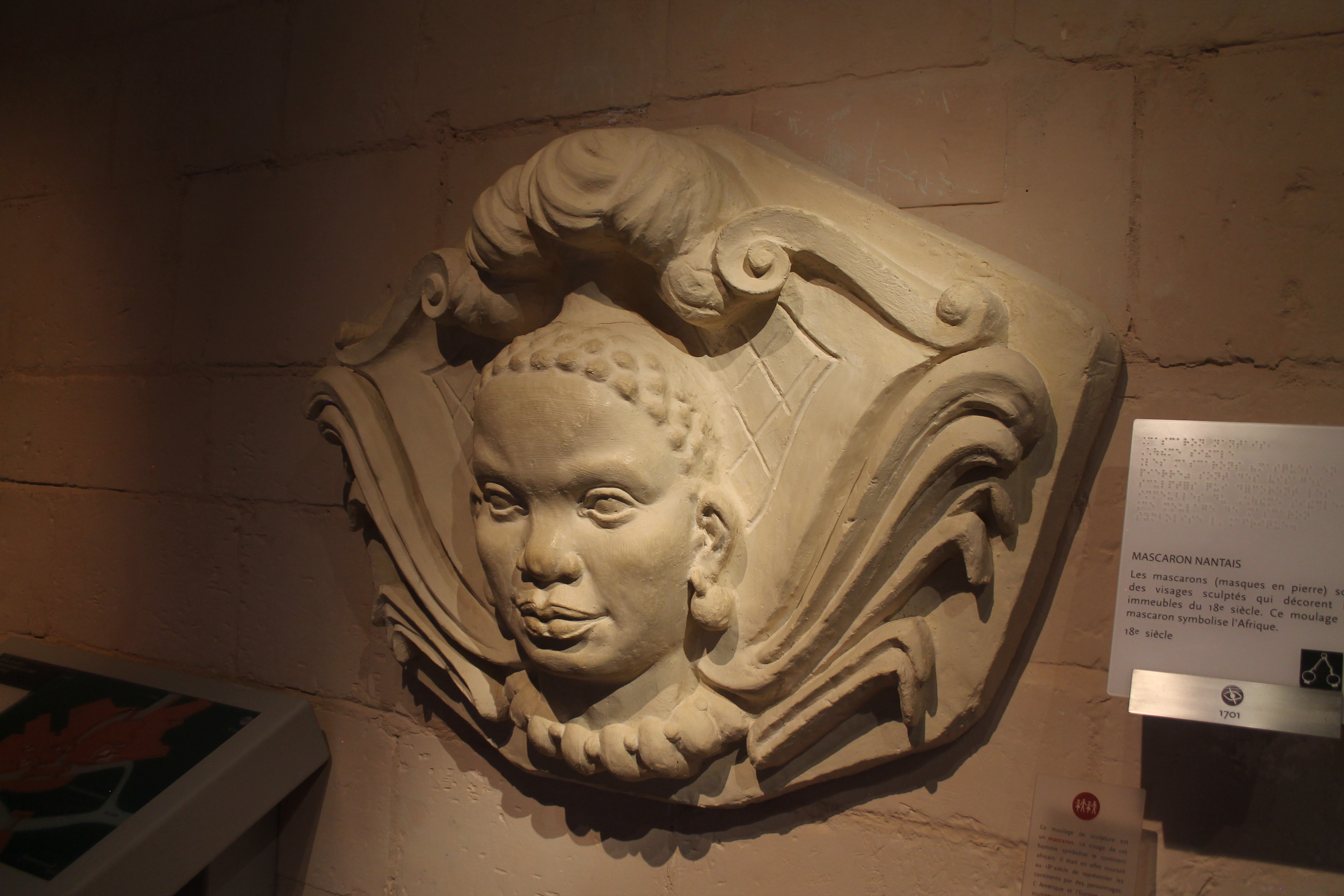
Reproduction d'un mascaron nantais au visage africain.
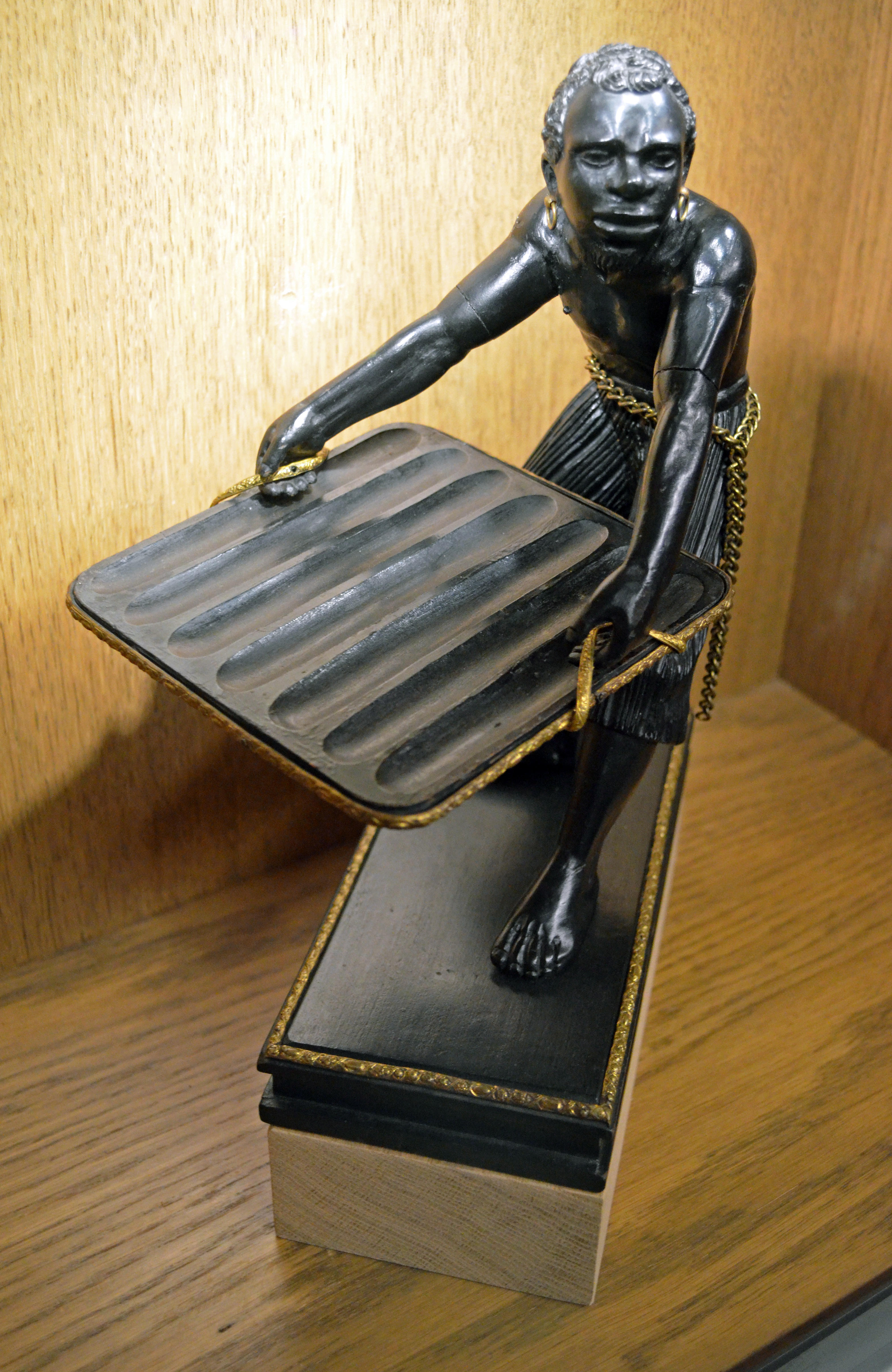
Porte-cigares.
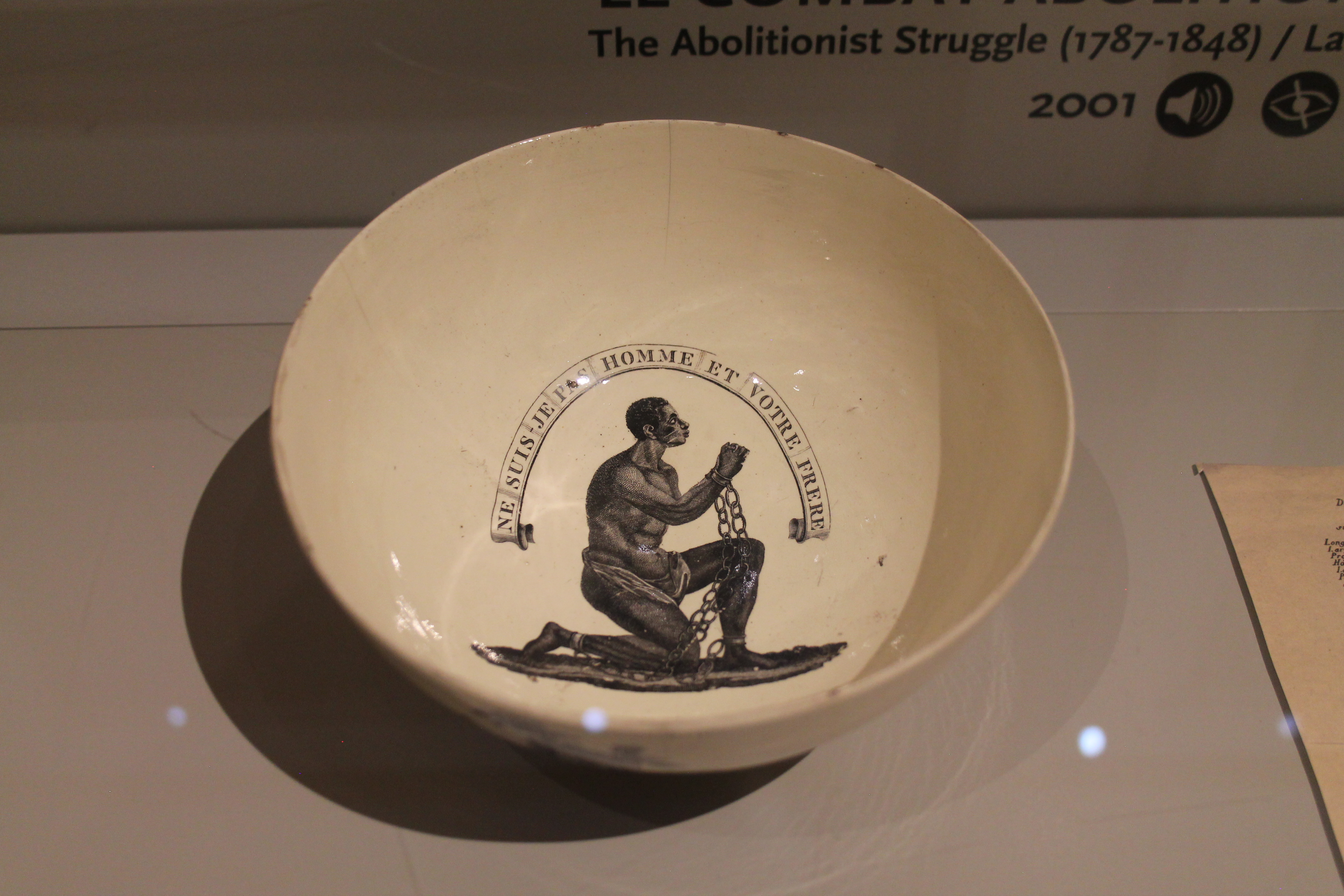
Bol portant un message abolitionniste.

### Mémorial

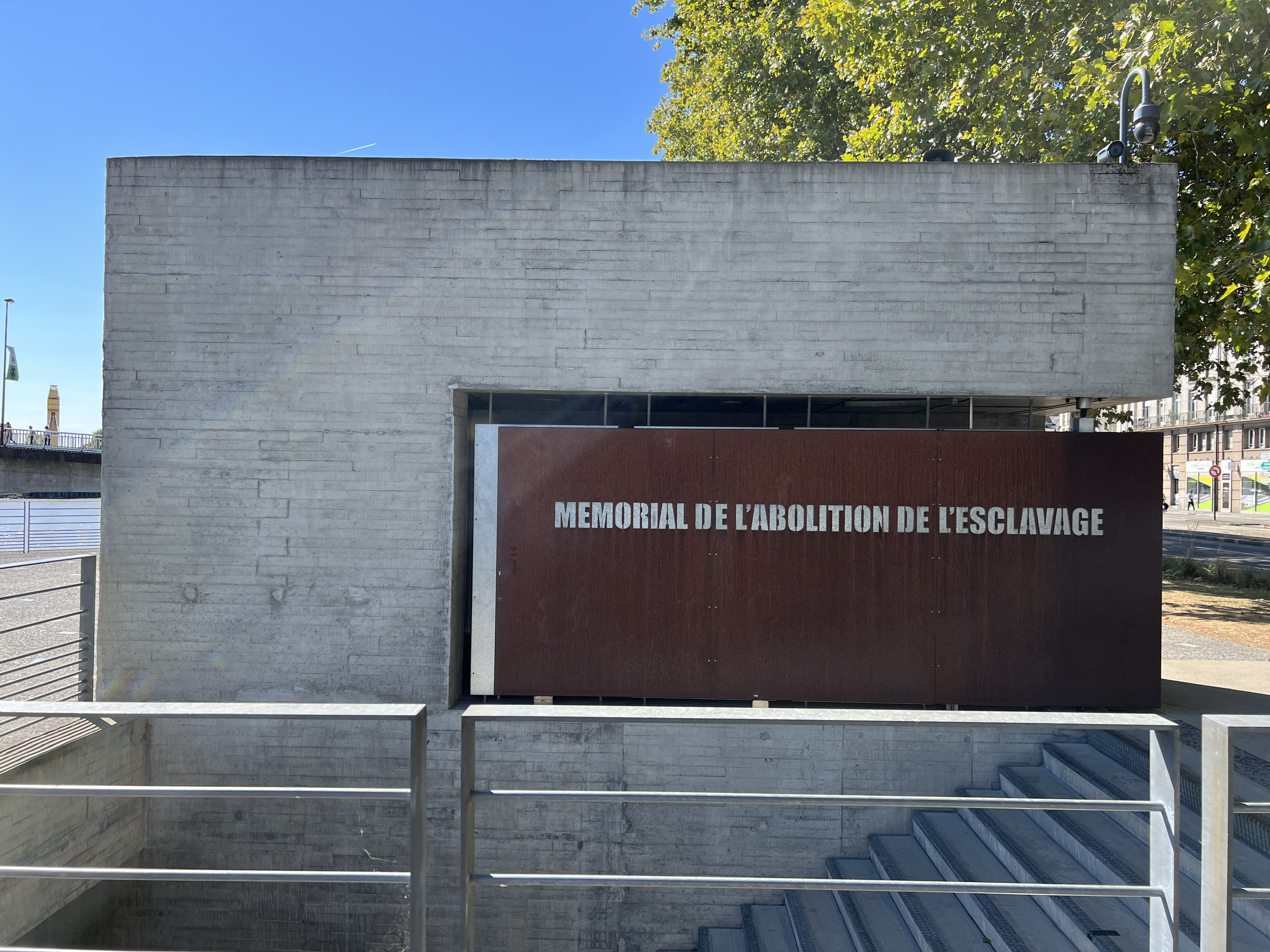
Le Mémorial de l'abolition de l'esclavage, quai de la Fosse.

Le 25 mars 2012, un mémorial de l'abolition de l'esclavage est inauguré sur le quai de la Fosse, quatorze ans après en avoir décidé la construction lors du 150e anniversaire de l’abolition de l’esclavage.

### Installations artistiques

#### Les anneaux de Buren

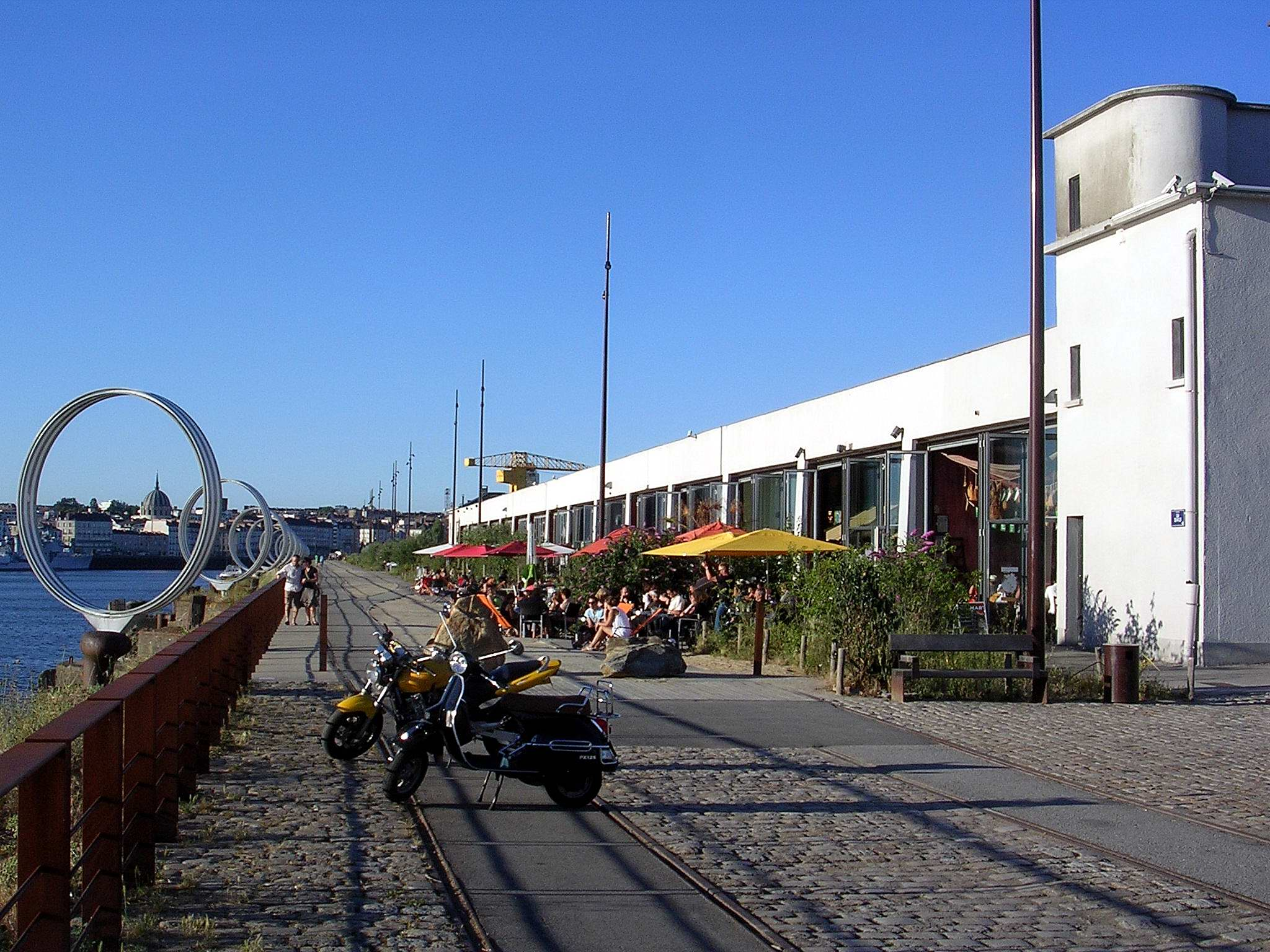
Les Anneaux et le hangar à bananes, quai des Antilles, en 2010.

À l'occasion de la rénovation du quai des Antilles, l'artiste Daniel Buren et l'architecte Patrick Bouchain installent en 2007, sur le garde-corps, une série d'anneaux symbolisant le passé négrier de la ville.

#### Le liseur aux canaris

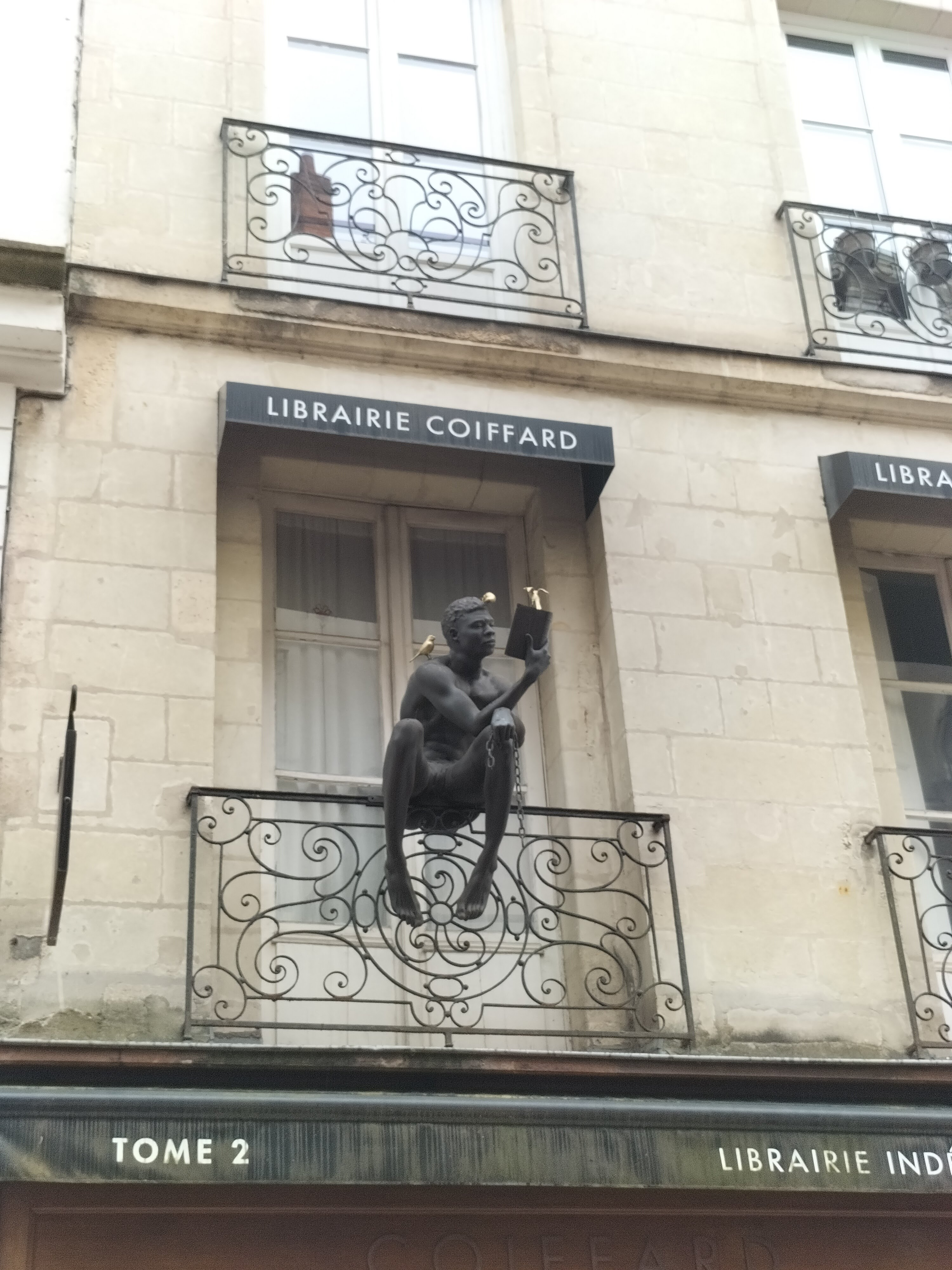
Le liseur aux canaris, au dessus de la libraire Coiffard, rue de la Fosse.

Sur le garde-corps du balcon situé au dessus de la librairie Coiffard, au no 8 rue de la Fosse, une sculpture est inaugurée le 6 juillet 2019 à l'occasion du centenaire de l'établissement,. Nommée Le liseur aux canaris, l'œuvre de l’artiste-designer Stéphane Phélippot figure un homme noir presque entièrement nu, lisant un livre et tenant dans l'autre main une chaine. Elle fait à la fois référence au passé négrier de la ville, mais aussi à l'émancipation par la lecture.

#### Ouvrages récents
- Jean Meyer, Histoire de Nantes, Toulouse, Privat, 1977, 475 p. (ISBN 2-7089-4717-6), p. 117
- Patrick Villiers, Traite des noirs et navires négriers, Grenoble, Terre et mer, 1982
- Émilienne Leroux, Histoire d'une ville et ses habitants : Nantes : Des origines à 1914, vol. 1, ACL, 1984, 475 p. (ISBN 2-86723-000-4), p. 117
- Serge Daget (dir.) et al., De la traite à l'esclavage : actes du Colloque international sur la traite des noirs, Nantes et Paris, Centre de recherche sur l'histoire du monde atlantique et Société française d'histoire d'outre-mer (1985), 1988, 733 p., 2 volumes (ISBN 2-900486-02-5 et 2-85970-011-0).
- Armel de Wismes, Nantes et le temps des négriers, Paris, France-Empire, 1992, 2e éd. (1re éd. 1983), 232 p. (ISBN 2-7048-0694-2)
- Philippe Le Pichon, « Mellier et la traitre négrière : le mémoire de 1716 sur le statut juridique des Noirs esclaves en France », dans Dominique Le Page (dir.), Hélène Rousteau-Chambon (dir.) et Guy Saupin (dir.), Gérard Mellier, maire de Nantes et subdélégué de l'intendant de Bretagne (1709-1729), Société d'histoire et d'archéologie de Nantes et de Loire-Atlantique, 2010, 459 p. (ISBN 978-2-9537374-1-7), p. 121-150.
- Olivier Pétré-Grenouilleau, Nantes, histoire et géographie contemporaine, Plomelin, Éditions Palantines, 2008, 2e éd., 299 p. (ISBN 978-2-35678-000-3)
- Stéphane Pajot, Nantes histoire de rues, Les Sables d'Olonne, d'Orbestier, 2010, 215 p. (ISBN 978-2-84238-126-4)
- Érick Noël (dir.), Dictionnaire des gens de couleur dans la France moderne (fin XVe s.-1792) : La Bretagne, vol. 2, Droz, coll. « Bibliothèque des Lumières », 2013, 964 p.
- Renaud Hourcade, Les ports négriers face à leur histoire : politiques de la mémoire à Nantes, Bordeaux et Liverpool, Dalloz, coll. « Nouvelle Bibliothèque de Thèses », 2014, 506 p. (ISBN 978-2-247-13641-4)
- Olivier Pétré-Grenouilleau, Nantes au temps de la traite des Noirs, Hachette, 2014 (1re éd. 1998), 278 p. (ISBN 978-2818504130)
- Krystel Gualdé, L'abîme : Nantes dans la traite atlantique et l'esclavage colonial 1707-1830, Presses Universitaires de Rennes, 2021, 316 p. (ISBN 978-2906519794)

#### Ouvrages anciens
- Eugène Augeard, Étude sur la traite des noirs avant 1790, au point de vue du commerce nantais, Nantes, A. Dugas, 1901, 199 p. (BNF 31741636).
- un Américain de Nantes, Lettre sur la traite des noirs, à la Société des amis de la morale chrétienne, par un Américain, Nantes, imprimerie de Mangin, 1827, 48 p. (BNF 36491619, lire en ligne).
- Gaston Martin, Nantes au XVIIIe siècle, l’ère des négriers, Paris, Alcan, 1931, 452 p. (BNF 35542581).
- E.B. Le Boeuf, Du commerce de Nantes, Nantes, Imprimerie William Busseuil, 1857, 358 p. (lire en ligne).